# Жёсткий диск

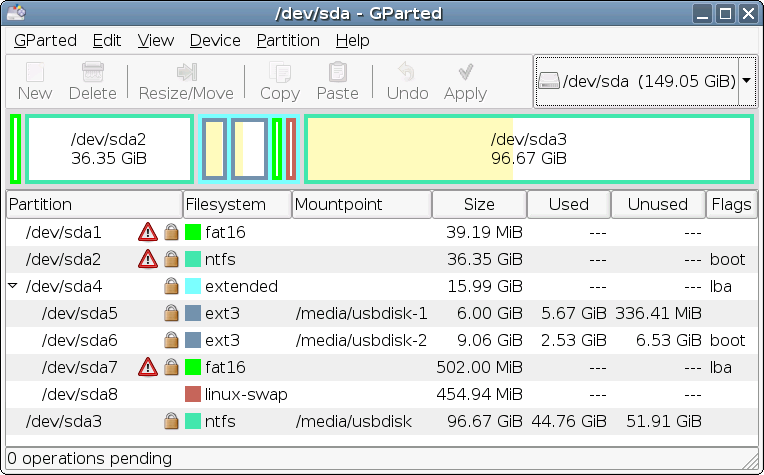
Графическое отображение жёсткого диска ёмкостью 160 Гб (149 гибибайт), разбитого на несколько логических с разной файловой системой на примере программы «GParted»

Жёсткий диск, также накопитель на жёстких магнитных ди́сках (НЖМД, англ. hard (magnetic) disk drive, HDD, HMDD; жарг. винчестер) — запоминающее устройство (устройство хранения информации, накопитель) произвольного доступа, основанное на принципе магнитной записи. Является основным накопителем данных в большинстве компьютеров, хотя в современных ноутбуках и неттопах, например, часто используются только SSD форм-фактора M.2 - NVMe и/или SATA M.2.
В отличие от гибкого диска (дискеты), информация в НЖМД записывается на жёсткие (алюминиевые или стеклянные) пластины, покрытые слоем ферромагнитного материала, чаще всего диоксида хрома, магнитные диски. В НЖМД используется одна или несколько пластин на одной оси. Считывающие головки в рабочем режиме не касаются поверхности пластин благодаря прослойке набегающего потока воздуха, образующейся у поверхности при быстром вращении. Расстояние между головкой и диском составляет несколько нанометров (в современных дисках около 10 нм), а отсутствие механического контакта обеспечивает долгий срок службы устройства. При отсутствии вращения дисков головки находятся у шпинделя или за пределами диска в безопасной («парковочной») зоне, где исключён их нештатный контакт с поверхностью дисков.
Также, в отличие от гибкого диска, носитель информации обычно совмещают с накопителем, приводом и блоком электроники. Такие жёсткие диски часто используются в качестве несъёмного носителя информации, хотя существовали и жёсткие диски со сменными пакетами пластин, заключёнными в картриджи - таковыми были, например, системы Jaz и Rev от Iomega, не нашедшие популярности из-за дороговизны и низкой надёжности, при этом быстроходный синхронный двигатель, похожий на двигатель в обычном жёстком диске, блок головок с приводом и электроника являлись частью дисковода, а картриджи предполагалось использовать аналогично обычным дискетам.
Со второй половины 2000-х годов получили распространение более производительные твердотельные накопители, вытесняющие дисковые накопители из ряда применений несмотря на более высокую стоимость единицы хранения; жёсткие диски при этом, по состоянию на середину 2010-х годов, получили широкое распространение как недорогие и высокоёмкие устройства хранения как в потребительском сегменте, так и корпоративном.

## Название «винчестер»
По одной из версий, название «винчестер» (англ. Winchester) накопитель получил благодаря работавшему в фирме IBM Кеннету Хотону (англ. Kenneth E. Haughton), руководителю проекта, в результате в 1973 году был выпущен жёсткий диск модели IBM 3340, впервые объединивший в одном неразъёмном корпусе пластины диска и считывающие головки. При его разработке инженеры использовали краткое внутреннее название «30-30», что означало два модуля (в максимальной компоновке) по 30 мегабайт каждый, что по созвучию совпало с обозначением популярного охотничьего оружия — винтовки Winchester Model 1894, использующего винтовочный патрон .30-30 Winchester. Также существует версия, что название произошло исключительно из-за названия патрона, также выпускавшегося Winchester Repeating Arms Company, первого созданного в США боеприпаса для гражданского оружия «малого» калибра на бездымном порохе, который превосходил патроны старых поколений по всем показателям и немедленно завоевал широчайшую популярность.
В Европе и США название «винчестер» вышло из употребления в 1990-х годах, в русском же языке сохранилось и получило полуофициальный статус, а в компьютерном сленге сократилось до слова «винт» (иногда — «винч»).

## Технологии записи данных
Принцип работы жёстких дисков похож на работу магнитофонов. Рабочая поверхность диска движется относительно считывающей головки (например, в виде катушки индуктивности с зазором в магнитопроводе). При подаче переменного электрического тока (при записи) на катушку головки возникающее переменное магнитное поле из зазора головки воздействует на ферромагнетик поверхности диска и изменяет направление вектора намагниченности доменов в зависимости от величины сигнала. При считывании перемещение доменов у зазора головки приводит к изменению магнитного потока в магнитопроводе головки, что приводит к возникновению переменного электрического сигнала в катушке за счёт электромагнитной индукции.
С конца 1990-х на рынке устройств хранения информации начали применяться головки на основе эффекта гигантского магнитного сопротивления (ГМС).
С начала 2000-х головки на основе эффекта ГМС стали заменяться на головки на основе туннельного магниторезистивного эффекта (в них изменение магнитного поля приводит к изменению сопротивления в зависимости от изменения напряжённости магнитного поля; подобные головки позволяют увеличить вероятность достоверности считывания информации, особенно при больших плотностях записи информации). В 2007 году устройства на основе туннельного магниторезистивного эффекта с оксидом магния (эффект открыт в 2005 году) полностью заменили устройства на основе эффекта ГМС.
По оценкам экспертов конца 2020 года, в ближайшие годы производители жёстких дисков будут переходить на технологию записи с локальным разогревом магнитных пластин (HAMR), для которой, как считается, лучше подходят стеклянные пластины, а не алюминиевые, так как стекло без появления дефектов сможет выдержать локальный нагрев до 700 °C, тогда как термостойкость алюминия ограничена 200 °C.

### Продольная магнитная запись

Принцип продольной (сверху) и перпендикулярной (снизу) записи

Метод продольной записи — технология LMR (англ. Longitudinal Magnetic Recording). В данном случае биты информации записываются с помощью маленькой головки, которая, проходя над поверхностью вращающегося диска, намагничивает миллиарды горизонтальных дискретных областей — доменов. При этом вектор намагниченности домена расположен продольно, то есть параллельно поверхности диска. Каждая из этих областей является логическим нулём или единицей, в зависимости от направления намагниченности.
Максимально достижимая при использовании данного метода плотность записи составляет около 23 Гбит/см². К 2010 году этот метод был практически вытеснен методом перпендикулярной записи.

### Перпендикулярная магнитная запись
Метод перпендикулярной записи — технология PMR (англ. Perpendicular Magnetic Recording) или CMR (англ. Conventional Magnetic Recording - обычная магнитная запись), при которой биты информации сохраняются в вертикальных доменах. Это позволяет использовать более сильные магнитные поля и снизить площадь материала, необходимую для записи 1 бита. Предыдущий метод записи, параллельно поверхности магнитной пластины, привёл к тому, что в определённый момент инженеры упёрлись в «потолок» — дальше увеличивать плотность информации на дисках было невозможно. И тогда вспомнили о другом способе записи, который был известен ещё с 1970-х годов.
Плотность записи при этом методе резко возросла — более чем на 30 % ещё на первых образцах (на 2009 год — 400 Гбит/дюйм², или 62 Гбит/см²). Теоретический предел отодвинулся на порядки и составляет более 1 Тбит/дюйм².
Жёсткие диски с перпендикулярной записью стали доступны на рынке с 2006 года. В 2023 году Seagate заявила, что после выпуска HDD на PMR объёмом 24 TB технология себя изживёт, а дальнейшее развитие останется за «черепичной» магнитной записью (SMR) и магнитной записью с подогревом (HAMR).

### Черепичная магнитная запись
Метод черепичной магнитной записи (англ. Shingled Magnetic Recording, SMR) был реализован в начале 2010-х годов. В нём используется тот факт, что ширина области чтения меньше, чем ширина записывающей головки. Запись дорожек в этом методе производится с частичным наложением в рамках групп дорожек (пакетов). Каждая следующая дорожка пакета частично закрывает предыдущую (подобно черепичной кровле), оставляя от неё узкую часть, достаточную для считывающей головки.
По своей специфике она радикально отличается от более популярных технологий записи CMR и PMR.
Черепичная запись увеличивает плотность записанной информации (технология применяется производителями жестких дисков для повышения плотности записи данных, что позволяет им умещать большее количество информации на каждой пластине винчестера), однако осложняет перезапись — при каждом изменении требуется полностью перезаписать весь пакет перекрывающихся дорожек.
Технология позволяет увеличить ёмкость жёстких дисков на 15—20 % в зависимости от конкретной реализации; при этом не лишена недостатков, главный из которых — низкая скорость записи/перезаписи, что критично при использовании в настольных компьютерах.
Официально технология черепичной магнитной записи применяется главным образом в НЖМД для центров обработки данных (ЦОД), используется для архивов и приложений типа WORM (write once, read many), где редко необходима перезапись.
Компании WD и Toshiba в конце 2010-х намеренно скрывали информацию об использовании в ряде своих накопителей, ориентированных на потребительский сегмент, технологии SMR; её использование приводит к несовместимости накопителей с некоторыми моделями файловых серверов и к невозможности их объединения в RAID-массивы, а также к падению скорости произвольной записи. Кроме того, ошибки в прошивке некоторых SMR-дисков WD приводили к потере данных при использовании файловой системы ZFS. Что касается третьего крупнейшего производителя жёстких дисков, Seagate, она сообщала об использовании SMR в документации к некоторым дискам, но скрывала её в случае других.

### Перспективные методы записи

#### Тепловая магнитная запись
Метод тепловой магнитной записи (англ. HAMR, Heat-Assisted Magnetic Recording) остаётся перспективным, продолжаются его доработки и внедрение. В этом методе используется точечный подогрев диска, который позволяет головке намагничивать очень мелкие области его поверхности. После того, как диск охлаждается, намагниченность «закрепляется». На 2009 год были доступны только экспериментальные образцы, плотность записи которых составляла 150 Гбит/см². Специалисты Hitachi называют предел для этой технологии в 2,3—3,1 Тбит/см², а представители Seagate Technology — 7,75 Тбит/см². Seagate, используя данную технологию, выпустила в 2018 году жёсткий диск объёмом 16 ТБ, а в 2023 году приступила к коммерческим поставкам HDD объёмом 30 ТБ и более.

#### Микроволновая поддержка записи
В 2006 году под руководством Джимми Жу (англ. Jimmy Zhu) Университет Карнеги — Меллона начинает разработку технологии магнитной записи с вспомогательным микроволновым излучением (англ. MAMR, Microwave-Assisted Magnetic Recording). В 2008 году технологию предложили Hitachi, которая за 2 года так и не смогла добиться успехов и обратилась за помощью к специалистам исследовательского центра NEDO. В 2010 году были достигнуты первые результаты практической реализации MAMR, доказавшие перспективы развития технологии. В 2012 году Hitachi продает технологию Western Digital, которая к 2015 году разрабатывает головку, поддерживающую технологию MAMR, в основе которой лежит генератор спинового момента.
В 2017 году, в ответ на технологию HAMR, Western Digital первой заявила о планах освоения микроволновой поддержкой записи, однако, по состоянию на 2019 год так и не смогла наладить серийное производство. В это же время Toshiba пообещала выпуск HDD 18 ТБ с технологией MAMR в 2019 году, но также не смогла их реализовать, перенеся поставки на март 2021 года.

#### Структурированные носители данных
Структурированный (паттернированный) носитель данных (BPM — (англ. Bit-Patterned Media) — перспективная технология хранения данных на магнитном носителе, использующая для записи данных массив одинаковых магнитных ячеек, каждая из которых соответствует одному биту информации, в отличие от современных технологий магнитной записи, в которых бит информации записывается на нескольких магнитных доменах.
По данным Toshiba, технология структурированного носителя позволит повысить плотность записи жёстких дисков до 2,5 терабит на квадратный дюйм, что составит 25 терабайт для 3,5-дюймового жёсткого диска.
В октябре 2011 года группа физиков из Национального университета Сингапура показала возможность создания носителей данных с плотностью записи до 3,3 терабита на квадратный дюйм. В рамках этого исследования с помощью существенно упрощённого техпроцесса был создан прототип носителя

## Устройство

Схема устройства накопителя на жёстких магнитных дисках

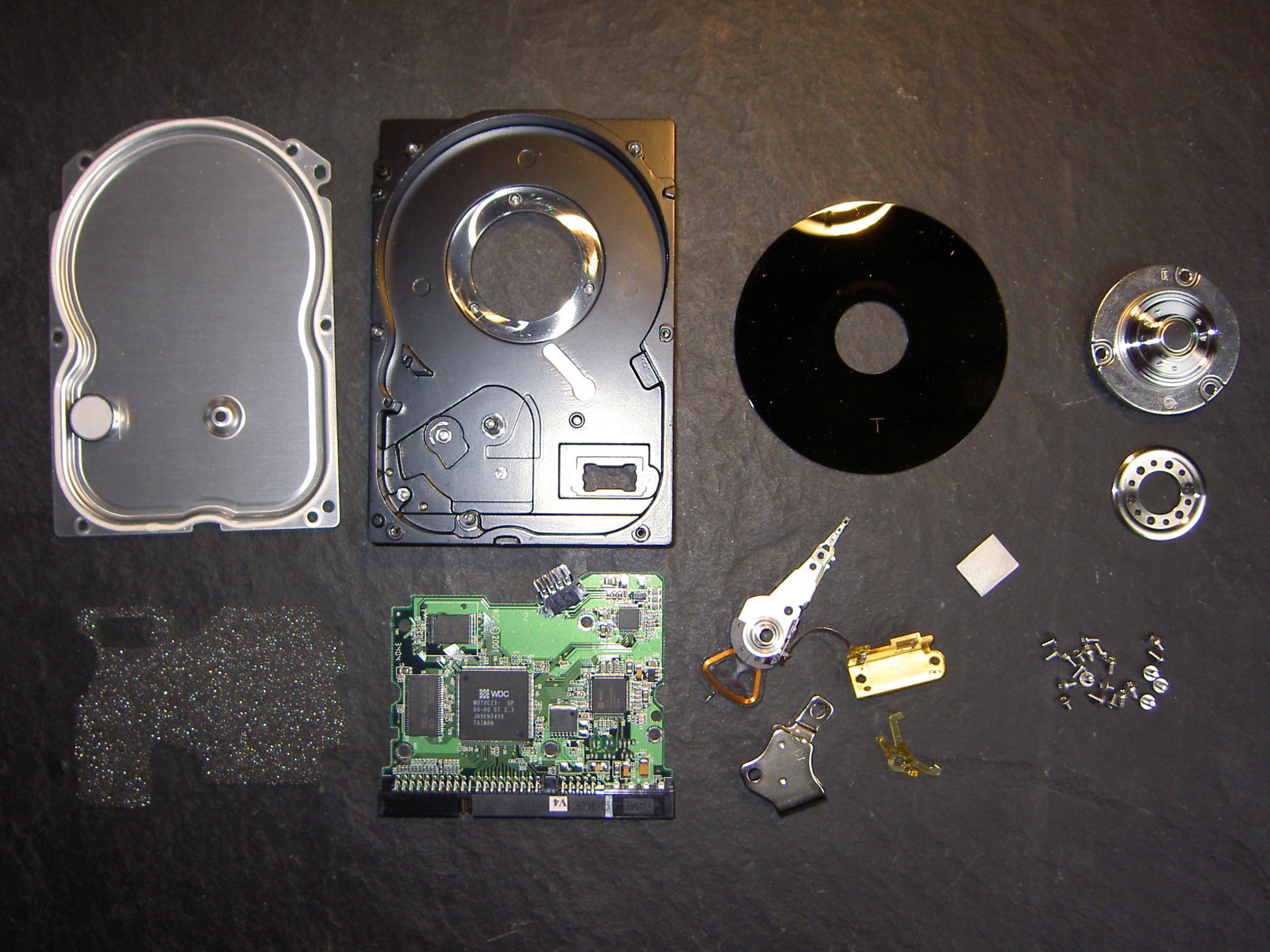
Разобранный жёсткий диск с одной дискообразной пластиной

Жёсткий диск состоит из гермозоны и блока электроники.

### Гермоблок

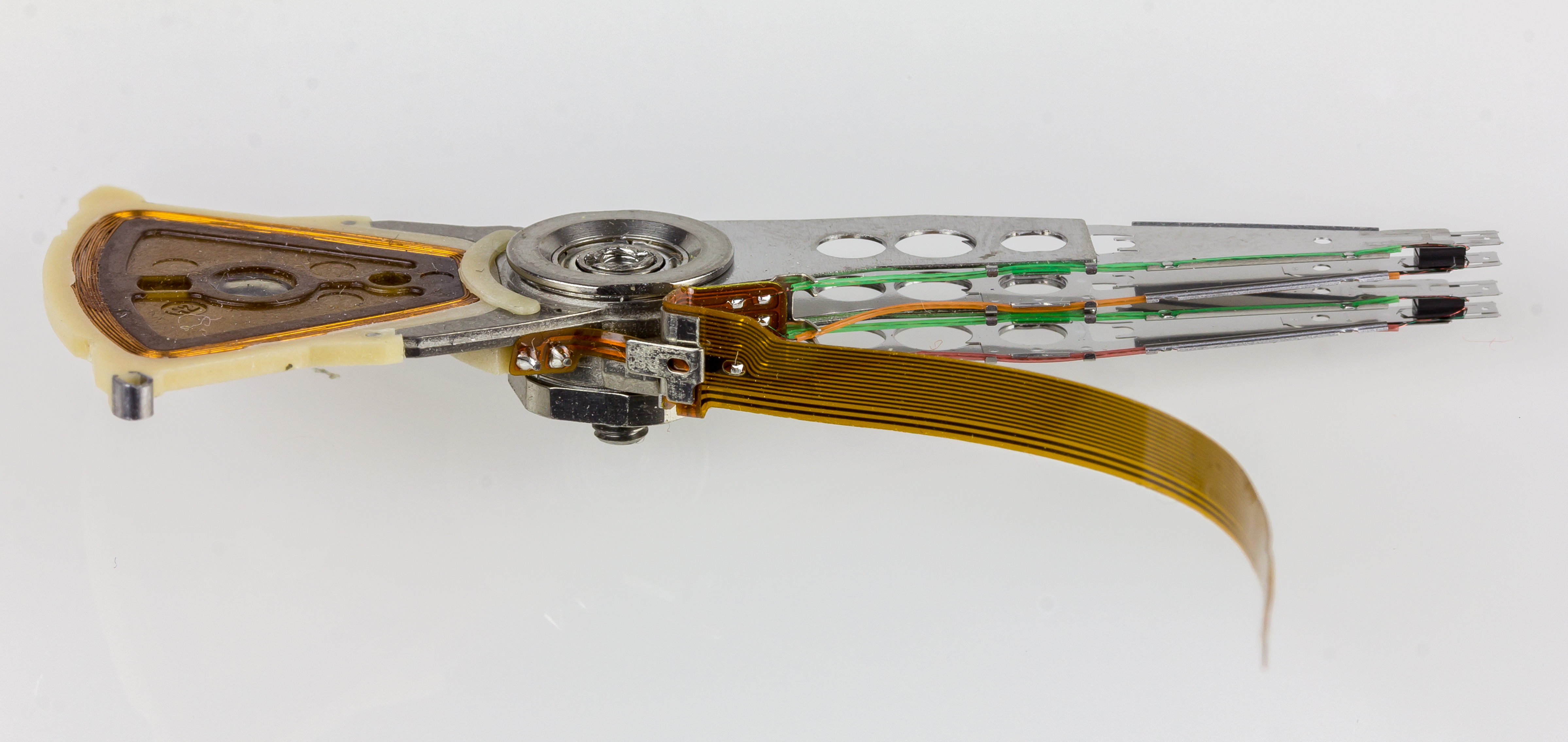
Блок головок жёсткого диска с двумя пластинами — 4 магнитные головки, записывающие/считывающие информацию с обеих поверхностей пластин

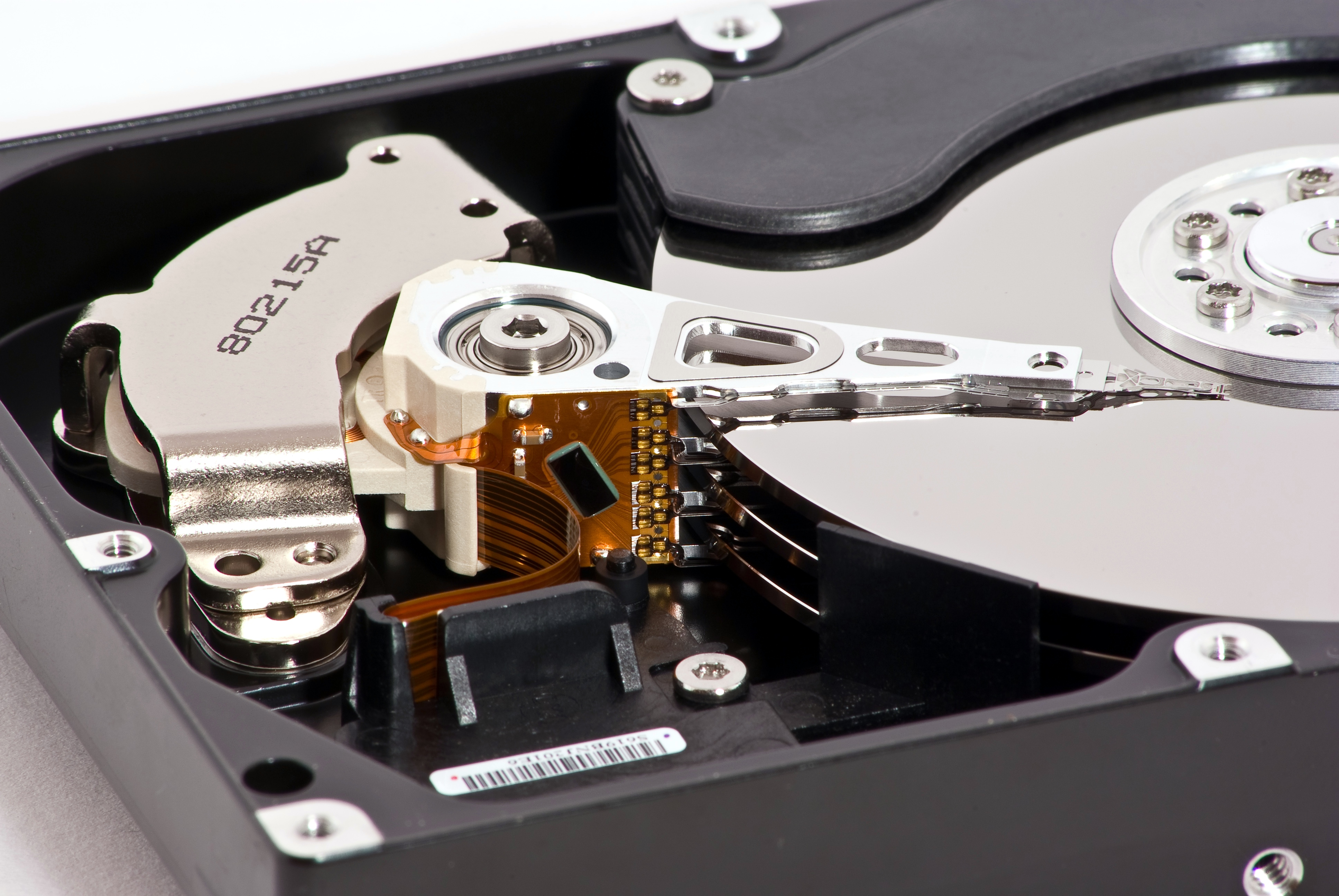
Вскрытый жёсткий диск Samsung HD753LJ ёмкостью 750 Гб с тремя пластинами

Гермоблок включает в себя корпус из прочного сплава, дискообразные пластины с магнитным покрытием (в некоторых моделях разделённые сепараторами), а также блок головок с устройством позиционирования и электропривод шпинделя.
Вопреки расхожему мнению, в подавляющем большинстве устройств внутри гермоблока нет вакуума. Одни производители делают его герметичным (отсюда и название) и заполняют очищенным и осушенным воздухом или нейтральными газами, в частности, азотом, а для выравнивания давления устанавливают тонкую металлическую или пластиковую мембрану (в таком случае внутри корпуса жёсткого диска предусматривается маленький карман для пакетика силикагеля, который абсорбирует водяные пары, оставшиеся внутри корпуса после его герметизации). Другие производители выравнивают давление через небольшое отверстие с фильтром, способным задерживать очень мелкие (несколько микрометров) частицы. Однако в этом случае выравнивается и влажность, а также могут проникнуть вредные газы. Выравнивание давления необходимо, чтобы предотвратить деформацию корпуса (и особенно крышки) гермоблока при перепадах атмосферного давления (например, в самолёте) и температуры, а также при прогреве устройства во время работы.
Пылинки, оказавшиеся при сборке в гермоблоке и попавшие на поверхность диска, при вращении сносятся на ещё один фильтр — пылеуловитель.
Блок головок — пакет кронштейнов (рычагов) из сплавов на основе алюминия, совмещающих в себе малый вес и высокую жёсткость (обычно по паре на каждый диск). Одним концом они закреплены на оси рядом с краем диска. 
Диски (пластины), как правило, изготовлены из металлического сплава. Хотя были попытки делать их из пластика и даже стекла (IBM), такие пластины оказались хрупкими и недолговечными. Обе плоскости пластин, подобно магнитофонной ленте, покрыты тончайшей пылью ферромагнетика — окислов железа, марганца и других металлов. Точный состав и технология нанесения составляют коммерческую тайну. Большинство бюджетных устройств содержит одну или две пластины, но существуют модели с бо́льшим числом пластин.
Диски жёстко закреплены на шпинделе. Во время работы шпиндель вращается со скоростью несколько тысяч оборотов в минуту (от 3600 до 15 000). При такой скорости вблизи поверхности пластины создаётся мощный воздушный поток, который приподнимает головки и заставляет их парить на очень небольшом расстоянии над поверхностью пластины. Форма головок рассчитывается так, чтобы при работе обеспечить оптимальное расстояние от пластины. Пока диски не разогнались до скорости, необходимой для «взлёта» головок, парковочное устройство удерживает головки в зоне парковки, в современных дисках зона парковки располагается не над поверхностью пластин. Это предотвращает повреждение головок и рабочей поверхности пластин. Шпиндельный двигатель жёсткого диска — вентильный, похож на синхронный по принципу действия.
Сепаратор (разделитель) — пластина, изготовленная из пластика или алюминия, находящаяся между пластинами магнитных дисков и над верхней пластиной магнитного диска. Используется для выравнивания потоков воздуха внутри гермозоны.

#### Устройство позиционирования

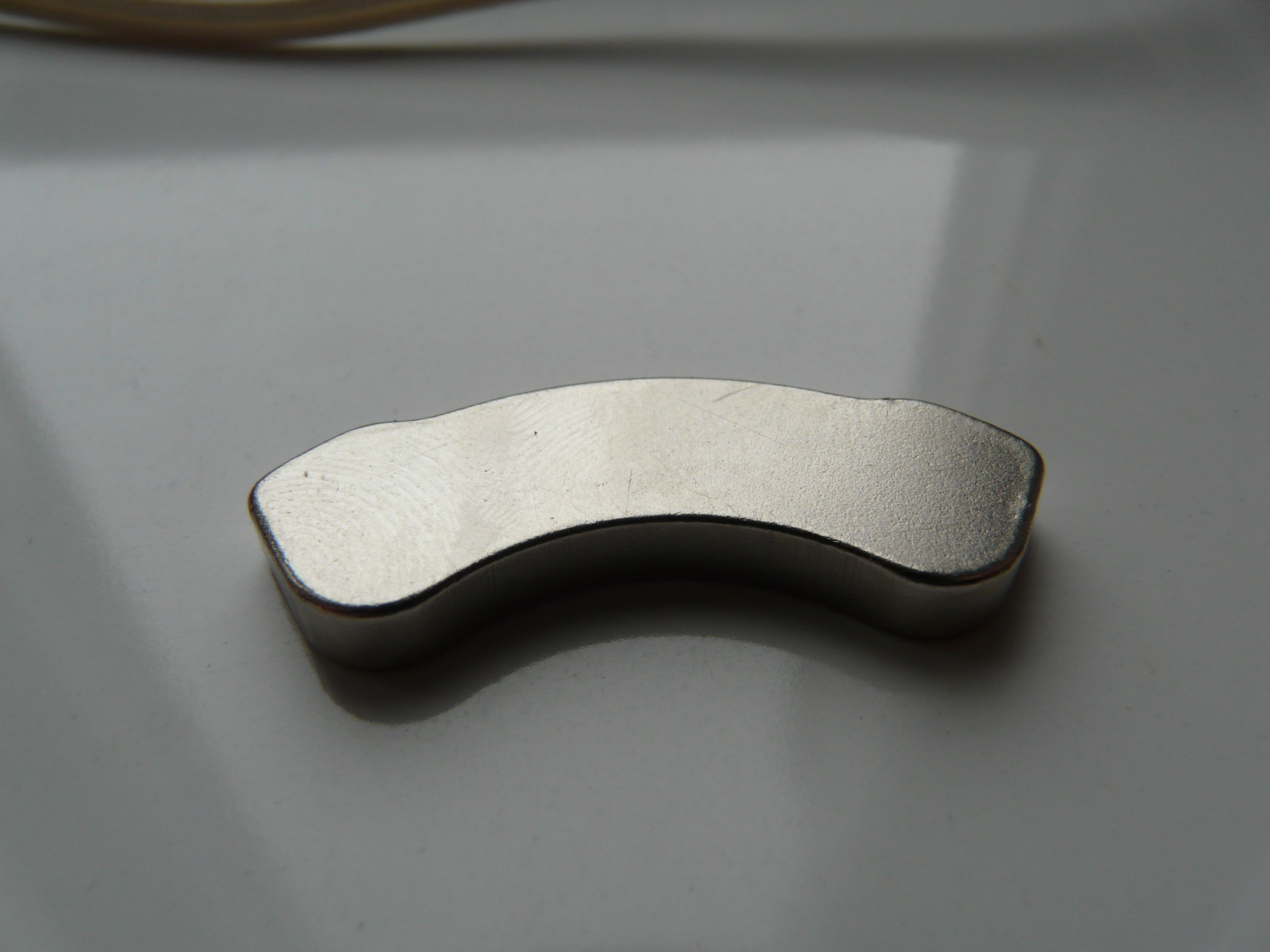
Магнит соленоидного малоинерционного двигателя, который перемещает головку жёсткого диска

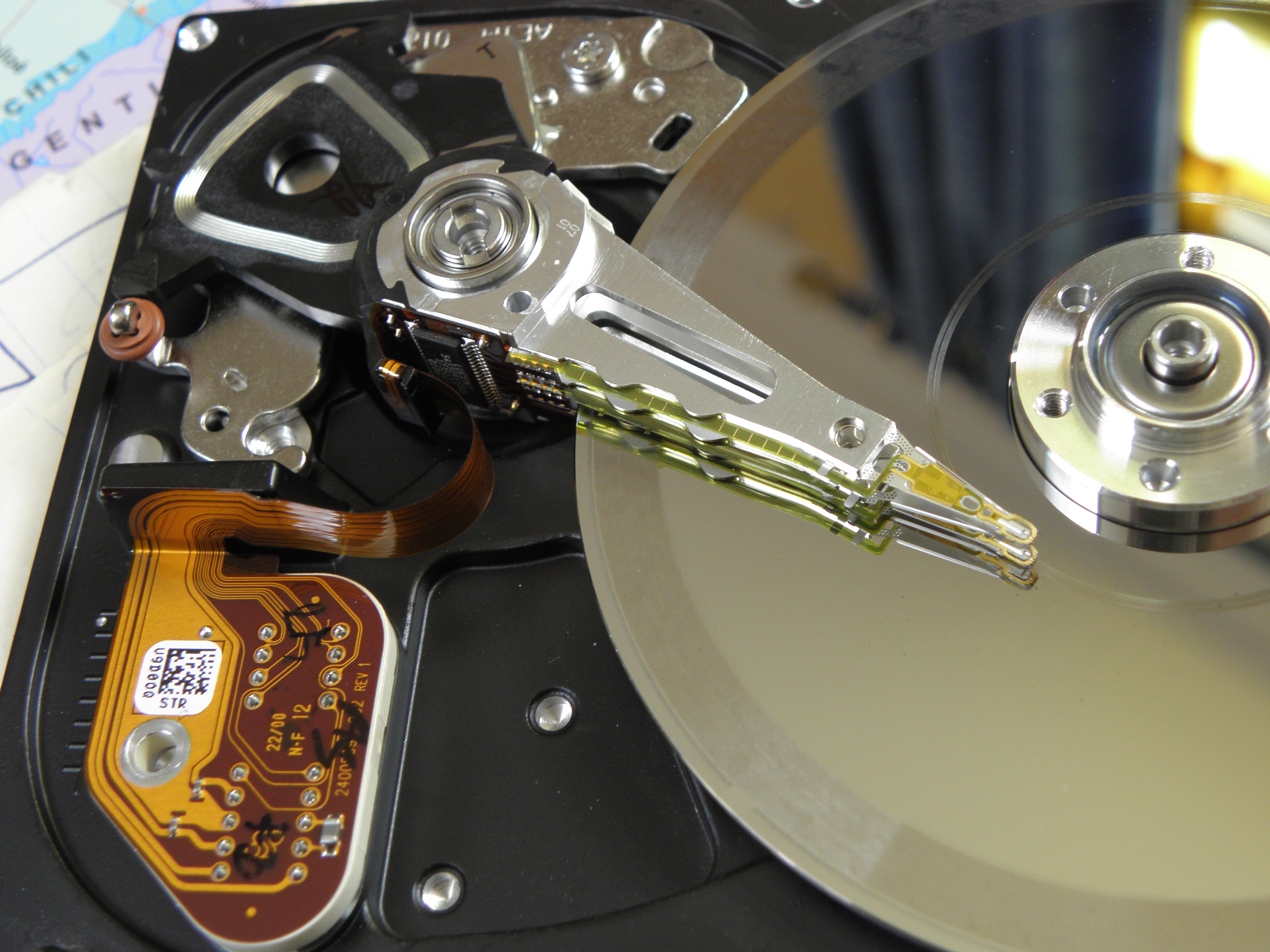
Блок магнитных головок жёсткого диска. Снята верхняя пластина статора соленоидного двигателя. Повреждение поверхности диска вследствие касания её магнитной головкой, с поврежденной зоны восстановление данных невозможно.

Устройство позиционирования головок (жарг. актуатор) представляет собой соленоидный двигатель. Он состоит из неподвижной пары сильных неодимовых постоянных магнитов, а также катушки (соленоида) на подвижном кронштейне блока головок. Двигатель совместно с системой считывания и обработки записанной на диск сервоинформации и контроллером (VCM controller) образует сервопривод.
Система позиционирования головок может быть и двухприводной. При этом основной электромагнитный привод перемещает блок с обычной точностью, а дополнительный пьезоэлектрический механизм совмещает головки с магнитной дорожкой с повышенной точностью.
Принцип работы двигателя заключается в следующем: обмотка находится внутри статора (обычно два неподвижных магнита), ток, подаваемый с различной силой и полярностью, заставляет её точно позиционировать кронштейн (коромысло) с головками по радиальной траектории. От скорости работы устройства позиционирования зависит время поиска данных на поверхности пластин.
В каждом накопителе существует специальная зона, называемая парковочной, — именно на ней останавливаются головки в те моменты, когда накопитель выключен либо находится в одном из режимов низкого энергопотребления. В состоянии парковки кронштейн (коромысло) блока головок находится в крайнем положении и упирается в ограничитель хода. При операциях доступа к информации (чтение/запись) одним из источников шума является вибрация вследствие ударов кронштейнов, удерживающих магнитные головки, об ограничители хода в процессе возвращения головок в нулевую позицию. Для снижения шума на ограничителях хода установлены демпфирующие шайбы из мягкой резины. Значительно уменьшить шум жёсткого диска можно программным путём, меняя параметры режимов ускорения и торможения блока головок. Для этого разработана специальная технология — Automatic Acoustic Management. Официально возможность программного управления уровнем шума жёсткого диска появилась в стандарте ATA/ATAPI-6 (для этого нужно менять значение управляющей переменной), хотя некоторые производители делали экспериментальные реализации и ранее.

### Блок электроники
В ранних жёстких дисках управляющая логика была вынесена на MFM- или RLL-контроллер компьютера, а плата электроники содержала только модули аналоговой обработки и управления шпиндельным двигателем, позиционером и коммутатором головок. Увеличение скоростей передачи данных вынудило разработчиков уменьшить до предела длину аналогового тракта, и в современных жёстких дисках блок электроники обычно содержит: управляющий блок, постоянное запоминающее устройство (ПЗУ), буферную память, кэш, интерфейсный блок и блок цифровой обработки сигнала.
Интерфейсный блок обеспечивает сопряжение электроники жёсткого диска с остальной системой, именно он позволяет материнской плате идентифицировать устройство и передаёт ей данные S.M.A.R.T.
Блок управления представляет собой систему управления, принимающую электрические сигналы позиционирования головок и вырабатывающую управляющие воздействия приводом типа «звуковая катушка», коммутации информационных потоков с различных головок, управления работой всех остальных узлов (к примеру, управления скоростью вращения шпинделя), приёма и обработки сигналов с датчиков устройства (система датчиков может включать в себя одноосный акселерометр, используемый в качестве датчика удара, трёхосный акселерометр, используемый в качестве датчика свободного падения, датчик давления, датчик угловых ускорений, датчик температуры). Блок управления имеет свою флеш-память, в которой записываются все атрибуты S.M.A.R.T., такие как частота возникновения ошибок чтения и записи, количество кандидатов на переназначение и количество переназначенных секторов, время наработки, время раскрутки пакета пластин, время позиционирования головок, запас резервной поверхности, максимальная температура за весь срок эксплуатации. Блок управления анализирует эту информацию, позволяя предсказать отказ диска, и выдать соответствующий сигнал материнской плате при критическом состоянии накопителя (на экране BIOS/UEFI выдаст сообщение "S.M.A.R.T status BAD, backup and replace" или "Failure Predicted on Hard Disk [название модели диска и номер разъема, к которому он соединён]"), в случае появления таких сообщений требуется немедленное резервное копирование важных данных (если она ещё не была сделана) с диска и последующая его замена, во избежание потери данных и необходимости дорогостоящего их восстановления.
Блок ПЗУ хранит управляющие программы для блоков управления и цифровой обработки сигнала, а также служебную информацию винчестера, в современных дисках является флэш-памятью.
Буферная память сглаживает разницу скоростей интерфейсной части и накопителя (используется быстродействующая статическая память). Увеличение размера буферной памяти в некоторых случаях позволяет увеличить скорость работы накопителя.
Блок цифровой обработки сигнала осуществляет очистку считанного аналогового сигнала и его декодирование (извлечение цифровой информации). Для цифровой обработки применяются различные методы, например метод PRML (Partial Response Maximum Likelihood — максимальное правдоподобие при неполном отклике). Осуществляется сравнение принятого сигнала с образцами. При этом выбирается образец, наиболее похожий по форме и временным характеристикам с декодируемым сигналом.
Кэш - это флеш-память, находящаяся на плате диска, является быстродействующей памятью, в которой хранятся данные, к которым компьютер обращается наиболее часто.

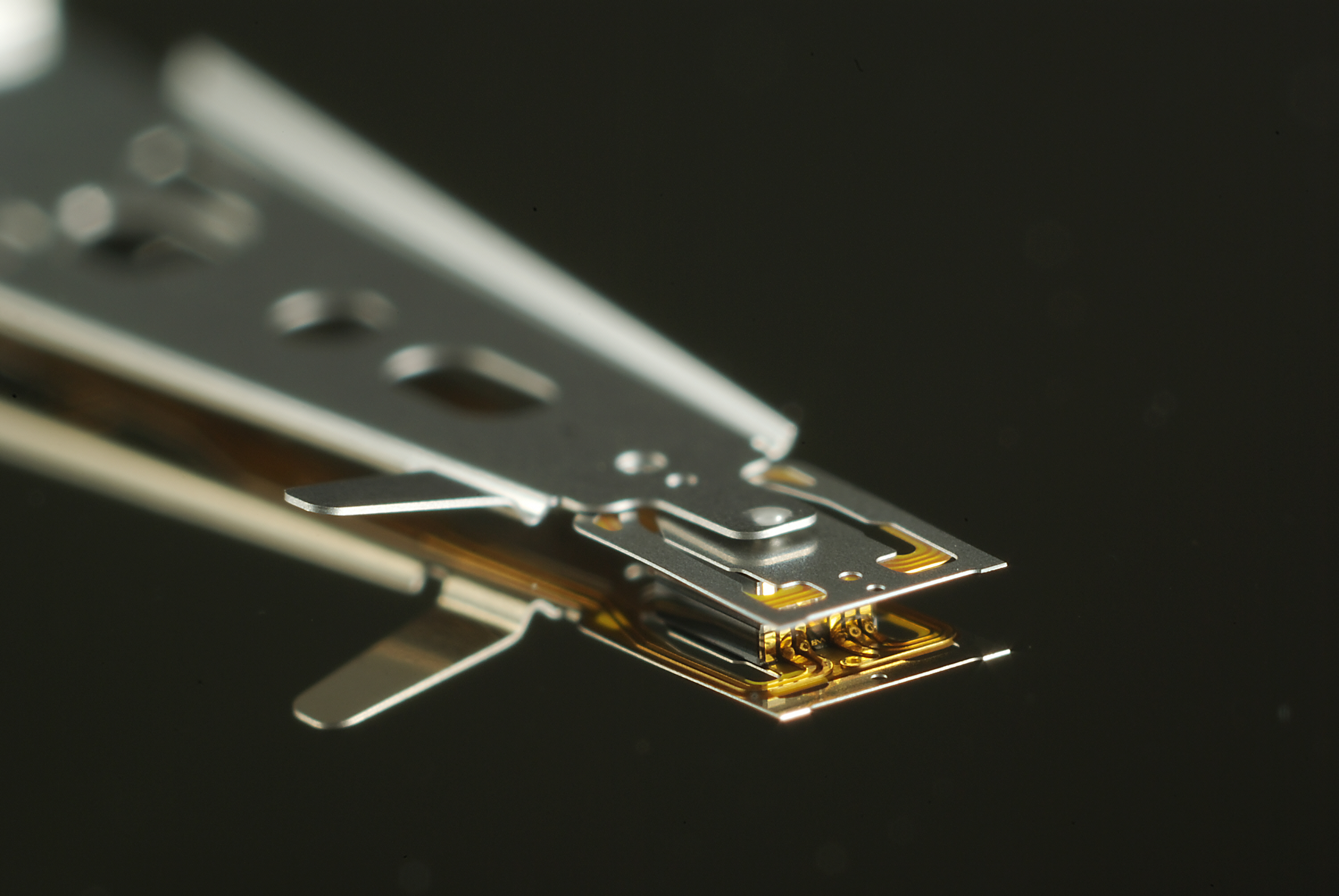
Макрофото магнитной головки, снизу — зеркальное отражение от поверхности магнитного диска
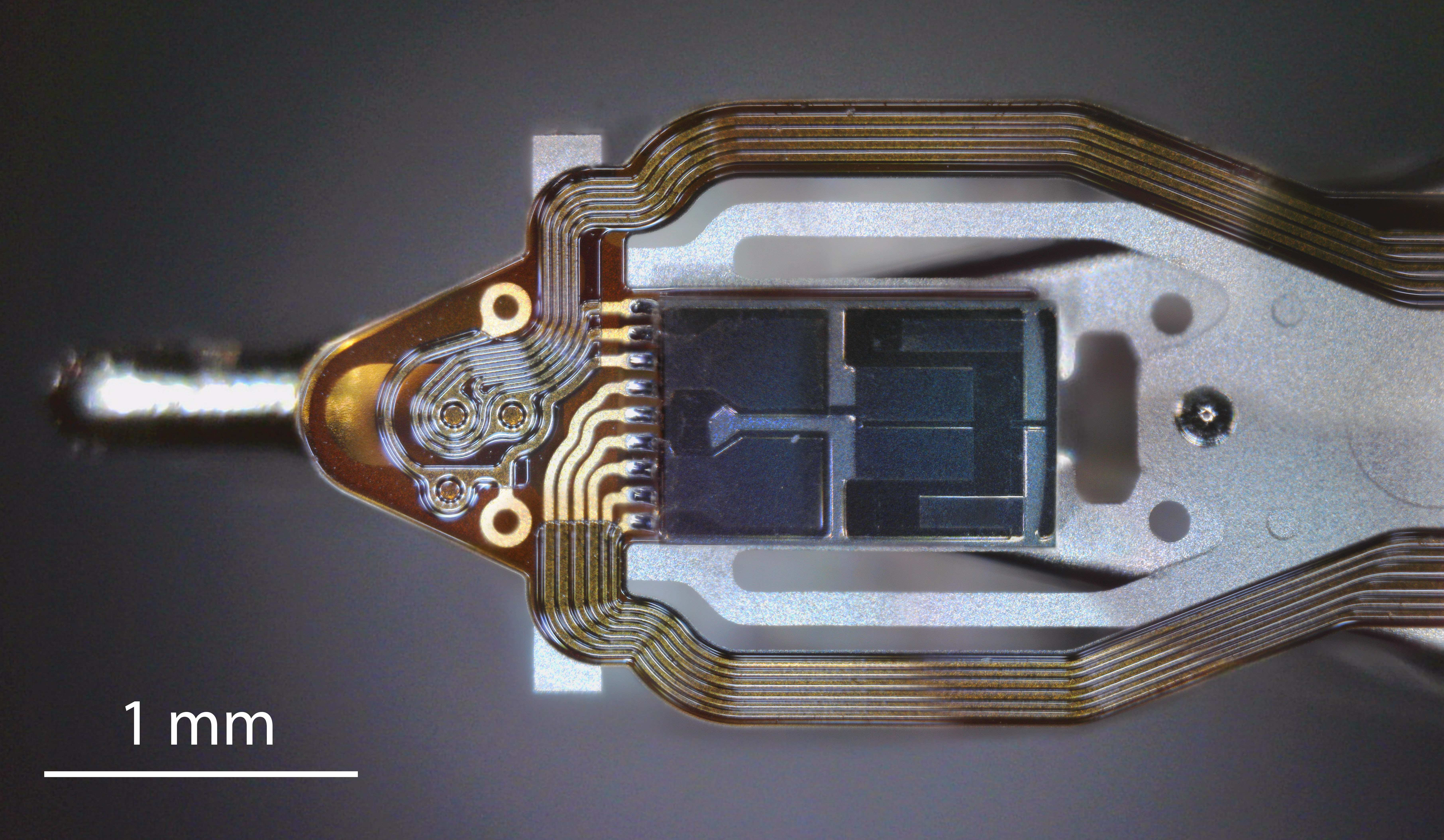
Микрофото магнитной головки
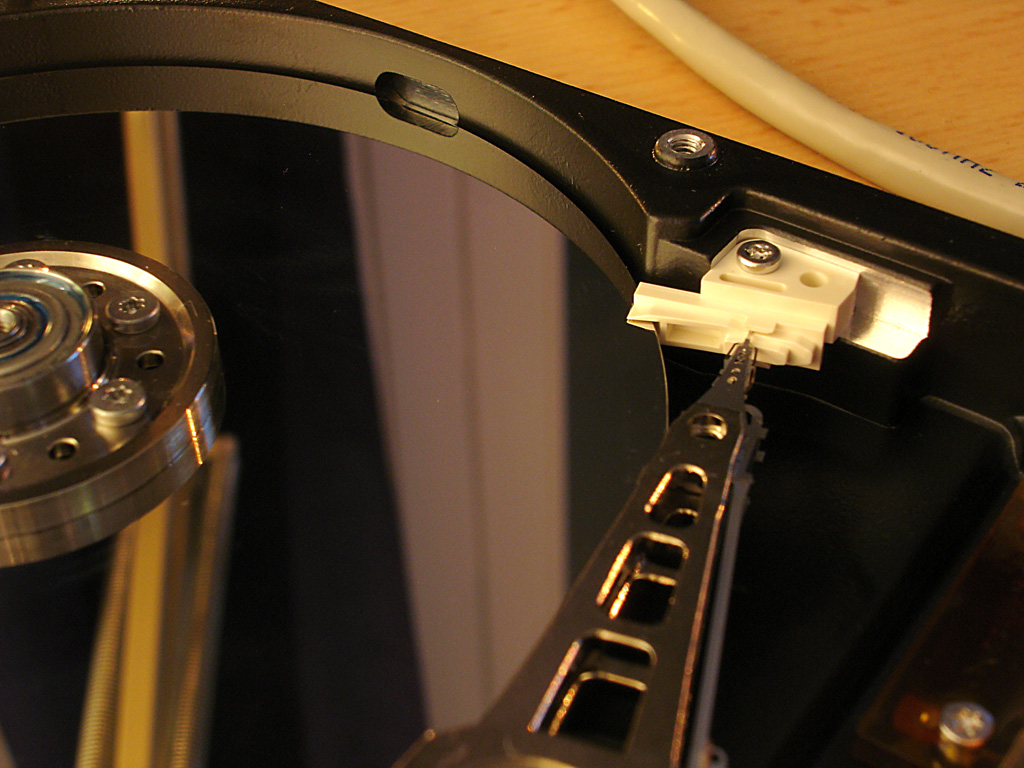
Запаркованная магнитная головка
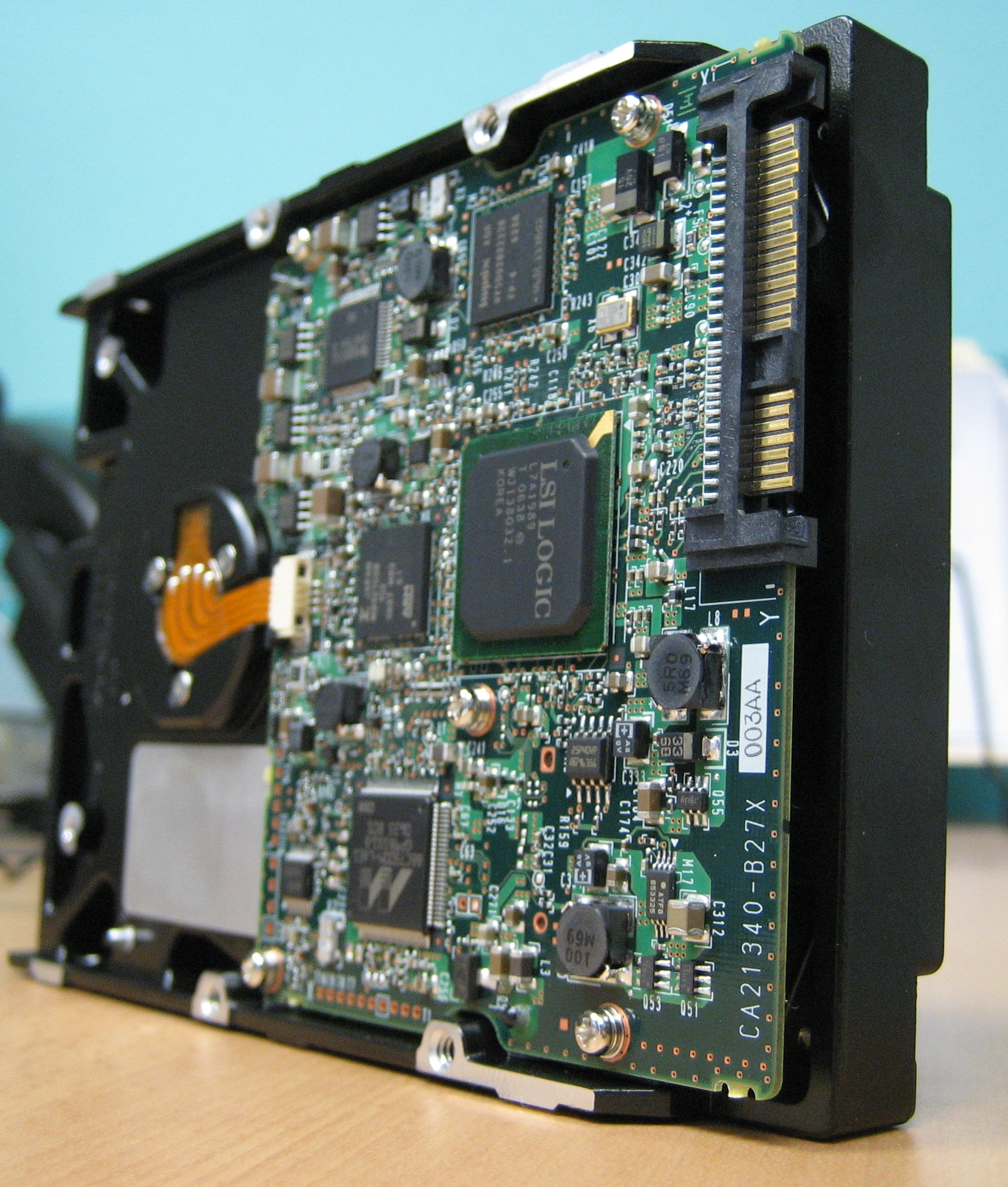
Плата контроллера на 3,5" 73-гигабайтном SAS-диске Fujitsu
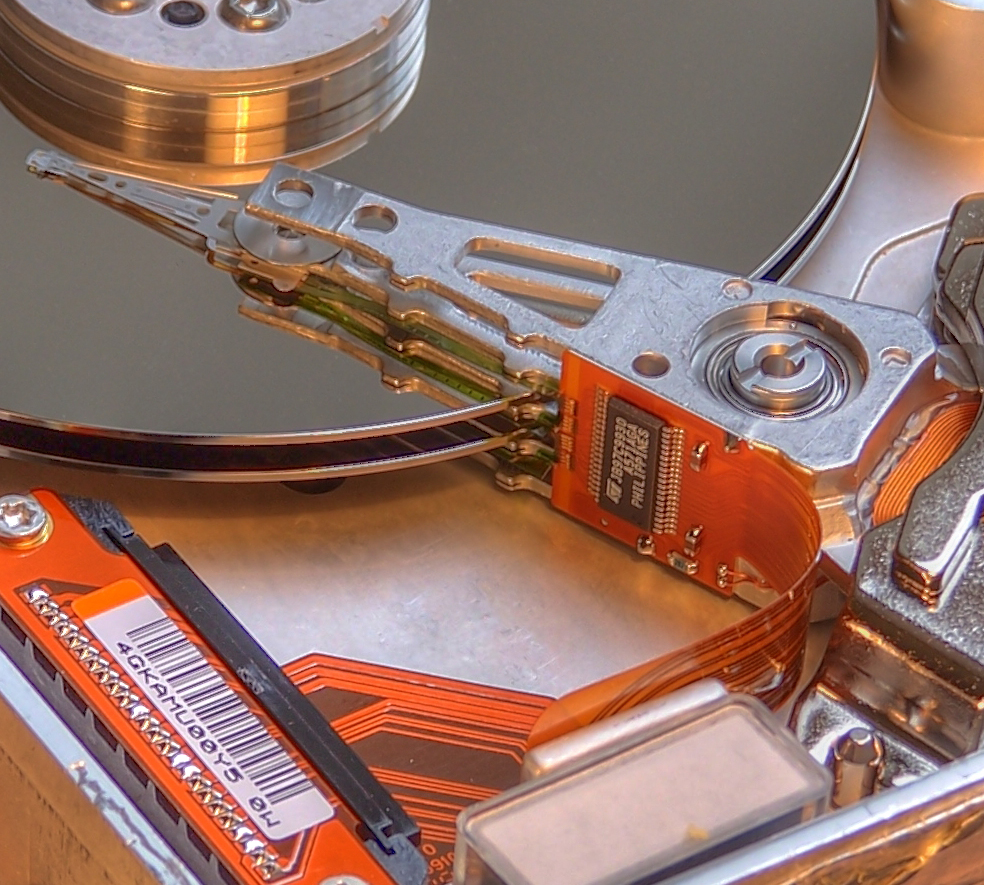
Механическая и электрическая составляющие привода магнитных головок
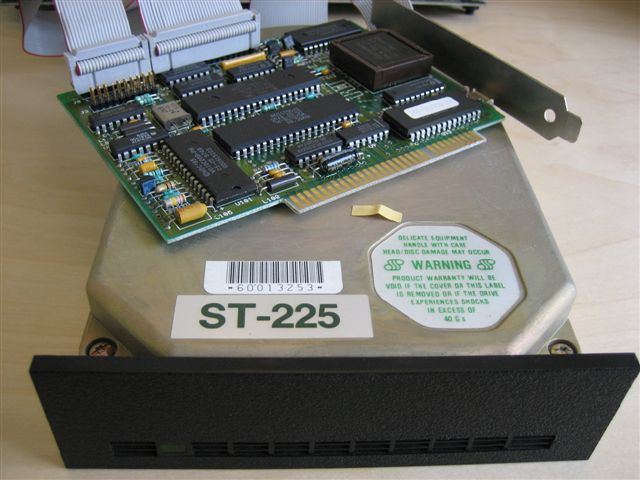
Для подключения к материнской плате диска MFM требуется контроллер (плата расширения)
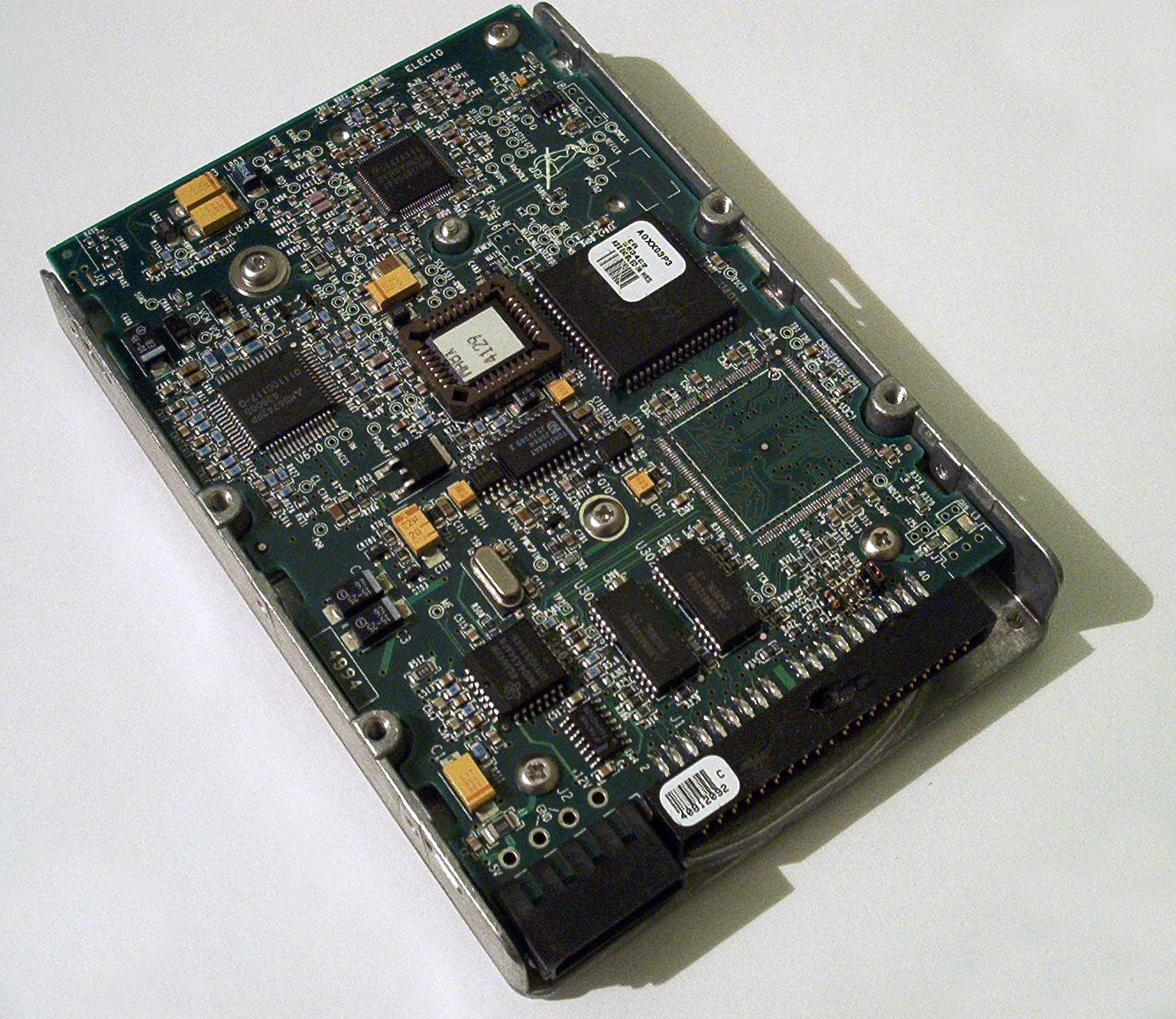
Плата контроллера на старом IDE-диске

Сравнение интерфейсов
Для внутренних жёстких дисков:
|                | Пропускная способность, Гбит/с | Максимальная длина кабеля, м | Требуется ли кабель питания | Количество накопителей на канал | Число проводников в кабеле | Другие особенности                                                    |
| -------------- | ------------------------------ | ---------------------------- | --------------------------- | ------------------------------- | -------------------------- | --------------------------------------------------------------------- |
| UltraATA/133   | 1,2                            | 0,46                         | Да (3,5") / Нет (2,5")      | 2                               | 40/80                      | Controller+2Slave, горячая замена невозможна                          |
| SATA-300       | 2,4                            | 1                            | Да                          | 1                               | 7                          | Host/Slave, возможна горячая замена на некоторых контроллерах         |
| SATA-600       | 4,8                            | нет данных                   | Да                          | 1                               | 7                          |                                                                       |
| Ultra-320 SCSI | 2,56                           | 12                           | Да                          | 16                              | 50/68                      | устройства равноправны, горячая замена возможна                       |
| SAS            | 2,4                            | 8                            | Да                          | Свыше 16384                     |                            | горячая замена; возможно подключение SATA-устройств в SAS-контроллеры |

Для внешних устройств на базе жёстких дисков, которые почти всегда создаются на базе внутренних жёстких дисков с использованием платы-переходника (преобразователя интерфейсов):
|              | Пропускная способность, Гбит/с | Максимальная длина кабеля, м                           | Требуется ли кабель питания                      | Количество накопителей на канал | Число проводников в кабеле | Другие особенности                              |
| ------------ | ------------------------------ | ------------------------------------------------------ | ------------------------------------------------ | ------------------------------- | -------------------------- | ----------------------------------------------- |
| FireWire/400 | 0,4                            | 4,5 (до 72 м при последовательном соединении)          | Да/Нет (зависит от типа интерфейса и накопителя) | 63                              | 4/6                        | устройства равноправны, горячая замена возможна |
| FireWire/800 | 0,8                            | 4,5 (до 72 м при последовательном соединении)          | Да/Нет (зависит от типа интерфейса и накопителя) | 63                              | 9                          | устройства равноправны, горячая замена возможна |
| USB 2.0      | 0,48 (реально — 0,25)          | 5 (до 72 м при последовательном соединении через хабы) | Да/Нет (зависит от типа накопителя)              | 127                             | 4                          | Host/Slave, горячая замена возможна             |
| USB 3.0      | 4,8                            | нет данных                                             | Да/Нет (зависит от типа накопителя)              | нет данных                      | 9                          | Двунаправленный, совместим с USB 2.0            |
| Thunderbolt  | 10                             |                                                        |                                                  |                                 |                            |                                                 |
| Ethernet     |                                |                                                        |                                                  |                                 |                            |                                                 |
| eSATA        | 2,4                            | 2                                                      | Да                                               | 1 (до 15 с умножителем портов)  | 7                          | Host/Slave, горячая замена возможна             |

## Геометрия магнитного диска

С целью адресации пространство поверхности пластин диска делится на дорожки — концентрические кольцевые области. Каждая дорожка делится на равные отрезки — секторы. Адресация CHS предполагает, что все дорожки в заданной зоне диска имеют одинаковое число секторов.
Цилиндр — совокупность дорожек, равноотстоящих от центра, на всех рабочих поверхностях пластин жёсткого диска. Номер головки задаёт используемую рабочую поверхность, а номер сектора — конкретный сектор на дорожке.
Чтобы использовать адресацию CHS, необходимо знать геометрию используемого диска: общее количество цилиндров, головок и секторов в нём. Первоначально эту информацию требовалось задавать вручную; в стандарте ATA-1 была введена функция автоопределения геометрии (команда Identify Drive).

### Влияние геометрии на скорость дисковых операций
Геометрия жёсткого диска влияет на скорость чтения/записи. Ближе ко внешнему краю пластины диска возрастает длина дорожек (умещается больше секторов, количество секторов на цилиндрах ранее было одинаковым) и, соответственно, количество данных, которые устройство может считать или записать за один оборот. При этом скорость чтения может изменяться от 210 до 30 МБ/с. Зная эту особенность, целесообразно размещать корневые разделы операционных систем именно здесь. Нумерация секторов начинается от внешнего края диска с нуля.

### Особенности геометрии жёстких дисков со встроенными контроллерами

#### Зонирование
На пластинах современных «винчестеров» дорожки сгруппированы в несколько зон (англ. Zoned Recording). Все дорожки одной зоны имеют одинаковое количество секторов. Однако на дорожках внешних зон секторов больше, чем на дорожках внутренних. Это позволяет, используя бо́льшую длину внешних дорожек, добиться более равномерной плотности записи, увеличивая ёмкость пластины при той же технологии производства.

#### Резервные секторы
Для увеличения срока службы диска на каждой дорожке могут присутствовать дополнительные резервные секторы. Если в каком-либо секторе возникает неисправимая ошибка, то этот сектор может быть подменён резервным (англ. remapping). Данные, хранившиеся в нём, при этом могут быть потеряны или восстановлены при помощи ECC, а ёмкость диска останется прежней. Существует две таблицы переназначения: одна заполняется на заводе, другая — в процессе эксплуатации. Границы зон, количество секторов на дорожку для каждой зоны и таблицы переназначения секторов хранятся в ПЗУ блока электроники.

#### Логическая геометрия
По мере роста ёмкости выпускаемых жёстких дисков их физическая геометрия перестала вписываться в ограничения, накладываемые программными и аппаратными интерфейсами (см.: Объём жёсткого диска). Кроме того, дорожки с различным количеством секторов несовместимы со способом адресации CHS. В результате контроллеры дисков стали сообщать не реальную, а фиктивную, логическую геометрию, вписывающуюся в ограничения интерфейсов, но не соответствующую реальности. Так, максимальные номера секторов и головок для большинства моделей берутся 63 и 255 (максимально возможные значения в функциях прерывания BIOS INT 13h), а число цилиндров подбирается соответственно ёмкости диска. Сама же физическая геометрия диска не может быть получена в штатном режиме работы (в спецификациях АТА и SCSI отсутствуют команды для этого) и другим частям системы неизвестна.

### Адресация данных
Минимальной адресуемой областью данных на жёстком диске является сектор. Размер сектора традиционно равен 512 байт. В 2006 году IDEMA объявила о переходе на размер сектора 4096 байт, который планируется завершить к 2010 году.
Компания Western Digital в 2009 году сообщила о начале использования новой технологии форматирования, названной Advanced Format, и выпустила серию накопителей, использующих новую технологию. К этой серии относятся линейки AARS/EARS и BPVT.
Перед использованием накопителя с технологией Advanced Format для работы в Windows XP необходимо выполнить процедуру выравнивания раздела(ов) с помощью специальной утилиты. Если разделы на диске создаются Windows Vista, Windows 7 и Mac OS, выравнивание не требуется.
В Windows Vista, Windows 7, Windows Server 2008 и Windows Server 2008 R2 присутствует ограниченная поддержка дисков с увеличенным размером сектора.
Существует два основных способа адресации секторов на диске:
- цилиндр-головка-сектор (англ. cylinder-head-sector, CHS);
- линейная адресация блоков (англ. linear block addressing, LBA).

#### CHS
При этом способе сектор адресуется по своему физическому положению на диске тремя координатами — номером цилиндра, номером головки и номером сектора. В дисках объёмом больше 528 482 304 байт (504 МБ) со встроенными контроллерами эти координаты уже не соответствуют физическому положению сектора на диске и являются «логическими координатами» (смотри выше).

#### LBA
При этом способе адрес блоков данных на носителе задаётся с помощью логического линейного адреса. LBA-адресация начала внедряться и использоваться в 1994 году совместно со стандартом EIDE (Extended IDE). Необходимость LBA была вызвана, в частности, появлением дисков больших объёмов, которые нельзя было полностью использовать с помощью старых схем адресации.
{\displaystyle \mathrm {LBA} ={\bigl (}(\mathrm {Cylinder} \times \mathrm {No\ of\ \mathrm {heads} } +\mathrm {heads} )\times \mathrm {sectors/track} {\bigr )}+(\mathrm {Sector} -1)}
Метод LBA соответствует Sector Mapping для SCSI. BIOS SCSI-контроллера выполняет эти задачи автоматически, то есть для SCSI-интерфейса метод логической адресации был характерен изначально.

## Характеристики

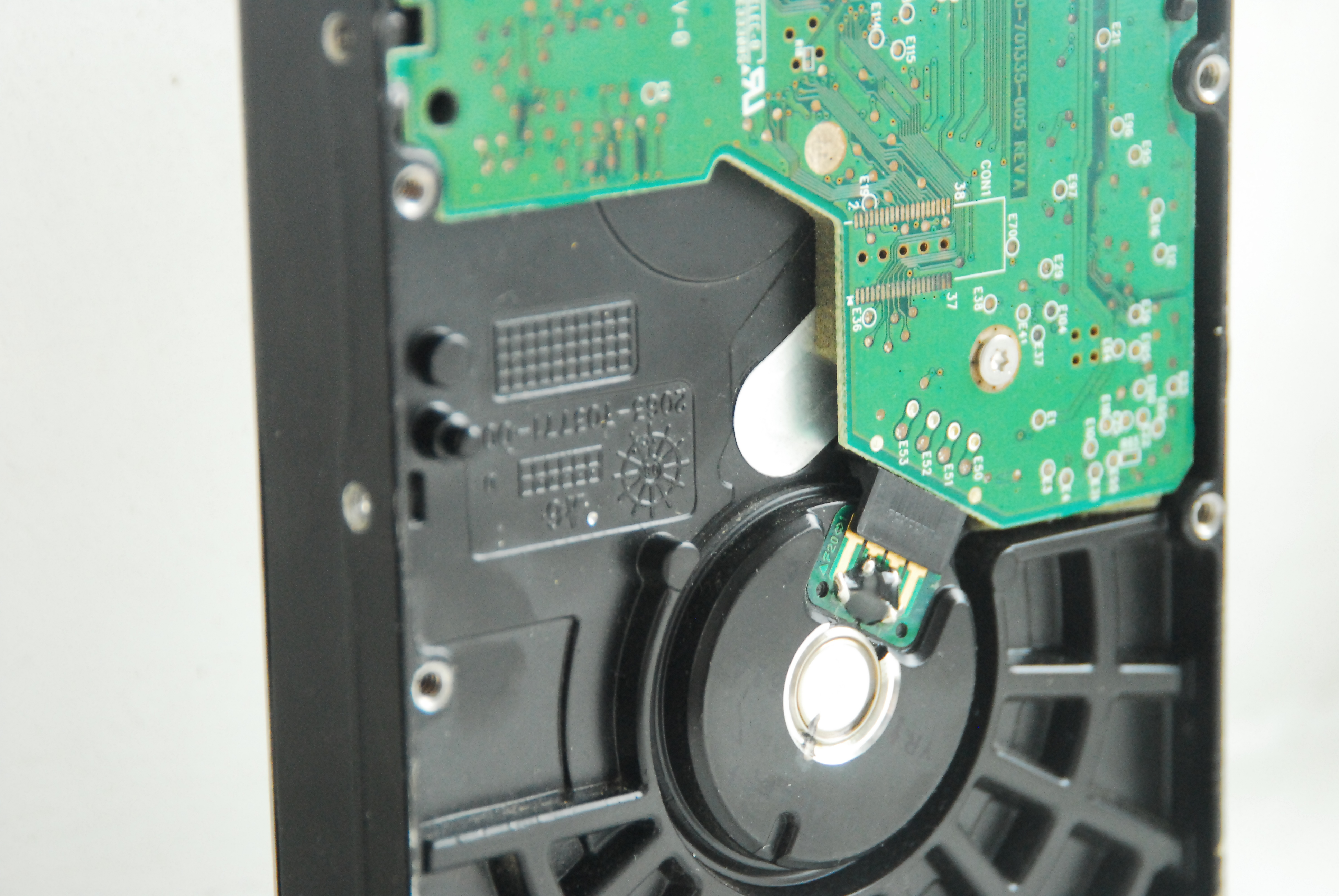

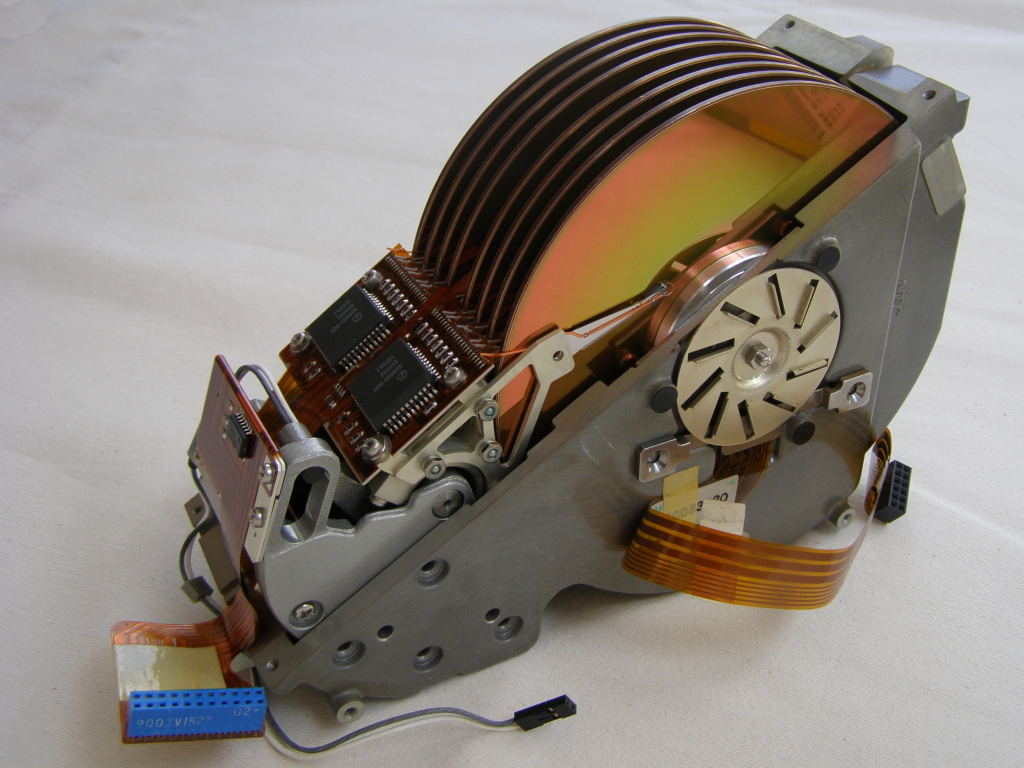
Блок магнитных дисков и магнитных головок жёсткого диска ёмкостью 350 Мб с 8 физическими дисками

- Интерфейс (англ. interface) — техническое средство взаимодействия двух разнородных устройств, что в случае с жёсткими дисками является совокупностью линий связи, сигналов, посылаемых по этим линиям, технических средств, поддерживающих эти линии (контроллеры интерфейсов), и правил (протокола) обмена. Современные серийно выпускаемые внутренние жёсткие диски в разное время использовали интерфейсы ATA (он же IDE и PATA), SATA, SCSI, SAS. В ряде устройств на базе жёстких дисков могли также применяться интерфейсы eSATA, FireWire, SDIO, Fibre Channel, USB 2, USB 3, Thunderbolt.[источник не указан 954 дня]
- Ёмкость (англ. capacity) — количество данных, которые могут храниться накопителем. С момента создания первых жёстких дисков в результате непрерывного совершенствования технологии записи данных их максимально возможная ёмкость непрерывно увеличивается. Плотность записи на жёстких дисках за 50 лет (с 1961 по 2011 год) увеличилась в 60 млн раз[47]. Для дисков с форм-фактором дисководов 3,5 дюйма на 2016 год она достигала 6, 8 или 10 ТиБ[48], а к 2020 году — 20 ТиБ[49]. В отличие от общепринятой в информатике системы двоичных приставок, обозначающих кратную 1024 величину, производителями при обозначении ёмкости жёстких дисков используются величины, кратные 1000. Так, ёмкость жёсткого диска, маркированного как «200 ГБ», составляет 186,2 ГиБ[50][51][52].
- Физический размер (форм-фактор; англ. dimension) — почти все накопители 2001—2008 годов для персональных компьютеров и серверов имеют ширину либо 3,5, либо 2,5 дюйма — под размер стандартных креплений для них соответственно в настольных компьютерах и ноутбуках. Также получили распространение форматы 1,8, 1,3, 1 и 0,85 дюйма. Прекращено производство накопителей в форм-факторах 8 и 5,25 дюйма. Во времена создания первых жёстких дисков у IBM существовало правило: все модели должны были проходить через стандартный дверной проём в 75 см[53].
- Время произвольного доступа (англ. random access time) — среднее время, за которое винчестер выполняет операцию позиционирования головки чтения/записи на произвольный участок магнитного диска, зависит от скорости вращения. Диапазон этого параметра — от 2,5 до 16 мс, часто в спецификациях указывают среднее время доступа порядка 8—10 мс[54]. Как правило, минимальным временем обладают диски для серверов, самым большим — диски для портативных устройств. Для сравнения, у SSD-накопителей этот параметр меньше 1 мс, кроме того, SSD способны обрабатывать несколько случайных запросов одновременно.
- Скорость вращения шпинделя (англ. spindle speed) — количество оборотов шпинделя в минуту. От этого параметра в значительной степени зависят время доступа и средняя скорость передачи данных. В настоящее время выпускаются винчестеры со следующими стандартными скоростями вращения: 4200, 5400 и 7200 (ноутбуки); 5400, 5700, 5900, 7200 и 10 000 (персональные компьютеры); 10 000 и 15 000 об./мин. (серверы и высокопроизводительные рабочие станции). Увеличению скорости вращения шпинделя в винчестерах для ноутбуков препятствует гироскопический эффект, влияние которого пренебрежимо мало в неподвижных компьютерах.
- Надёжность (англ. reliability) — определяется как среднее время наработки на отказ (MTBF). Также подавляющее большинство современных дисков поддерживает технологию S.M.A.R.T.[источник не указан 954 дня]
- Количество операций ввода-вывода в секунду (англ. IOPS) — зависит от скорости вращения, размера запросов и локализации запросов. У современных дисков на 7200 об/с этот параметр оценивается как около 75—100 оп./с при произвольном доступе к накопителю, и определяется в большей степенью временем произвольного доступа[55][56]. При линейных (последовательных) операциях показатели «iops» определяются общим временем передачи данных и вычисляются через линейную скорость чтения и размер операций[57][58].
- Потребление энергии — важный фактор для мобильных устройств.[источник не указан 954 дня]
- Сопротивляемость ударам (англ. G-shock rating) — сопротивляемость накопителя резким скачкам давления или ударам, измеряется в единицах допустимой перегрузки во включённом и выключенном состоянии.[источник не указан 954 дня]
- Скорость передачи данных (англ. Transfer Rate) при последовательном доступе различается для областей диска (зон, ZBR[59])[60]:
  - внешняя зона диска: порядка 150—200 МБ/с;
  - внутренняя зона диска: порядка 70—100 МБ/с
- Объём буфера — буфером называется промежуточная память, предназначенная для сглаживания различий скорости чтения/записи и передачи по интерфейсу. В современных дисках он обычно варьируется от 8 до 128 МБ.[источник не указан 954 дня]

### Уровень шума

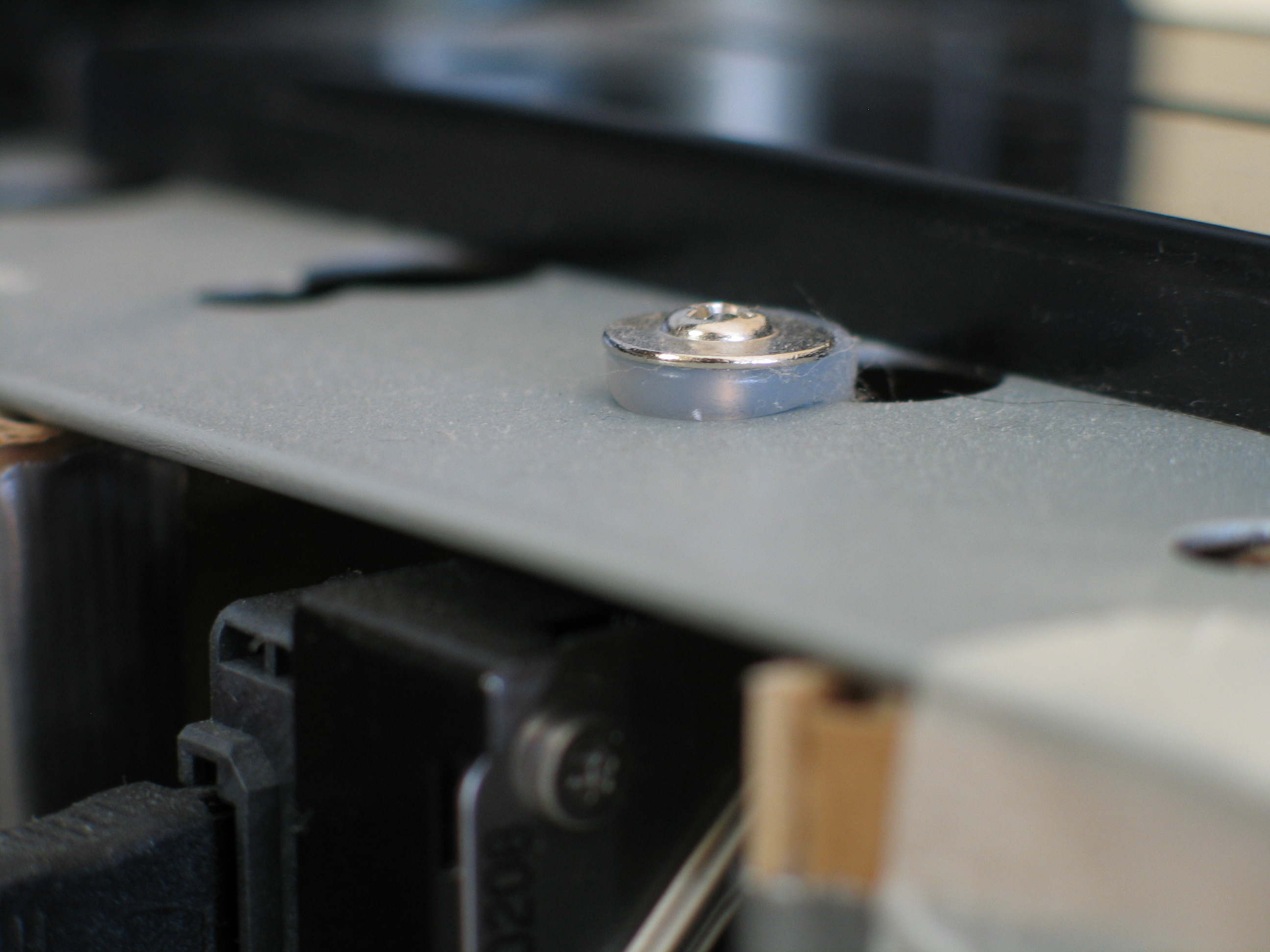
Силиконовые втулки для крепления жёстких дисков. Уменьшают вибрацию и шум

Уровень шума — шум, который производит механика накопителя при его работе. Указывается в децибелах. Тихими накопителями считаются устройства с уровнем шума около 26 дБ и ниже. Шум состоит из шума вращения шпинделя (в том числе аэродинамического) и шума позиционирования.
Для снижения шума жёстких дисков применяют следующие методы:
- средства встроенной системы AAM. Переключение жёсткого диска в малошумный режим приводит к снижению производительности в среднем на 5—25 %, но делает шум при работе практически неслышным;
- конструкторско-технологические способы:

- использование шумопоглощающих устройств;
- крепление на резиновых или силиконовых шайбах;
- полная замена крепления на гибкую подвеску.

### Неисправности жёстких дисков и их причины
Типичные неисправности HDD:
- электрическое повреждение контроллера жёсткого диска из-за неисправности блока питания, перенапряжения в электрической сети и неверного подключения кабеля питания к диску;
- заклинивание подшипника двигателя, вращающего пластины диска, как правило, из-за механического воздействия на жёсткий диск (удары, падения);
- неисправность микросхемы коммутатора блока магнитных головок, установленной внутри герметичного блока жёсткого диска, обычно он выходит из строя из-за электрического пробоя на плате контроллера диска;
- повреждение магнитных головок жёсткого диска из-за механического воздействия на работающий диск, производственного брака и других причин;
- появление на магнитных пластинах диска нечитаемых секторов (англ. bad block) из-за перегрева диска, механического повреждения поверхности магнитной пластины или заводского брака;
- искажение или повреждение служебной микропрограммы управления диском (англ. firmware) в результате сбоя при обновлении микропрограммы, ошибки в её коде или некорректного отключения диска от компьютера.

## Производство

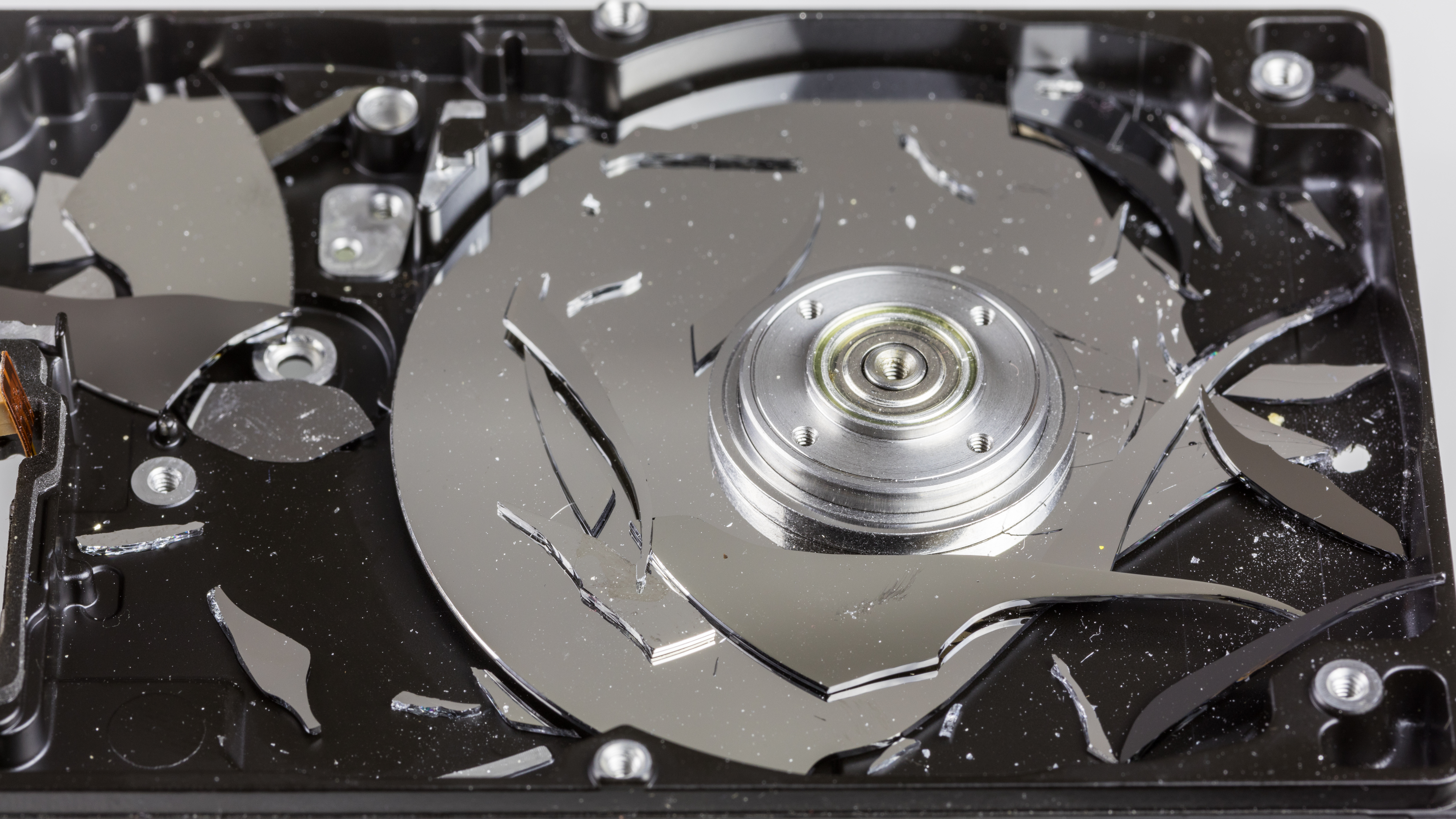
Разбившаяся пластина жёсткого диска

Процесс производства жёстких дисков состоит из нескольких этапов:
- Алюминиевый сплав поступает в зону механической обработки в виде длинных цилиндрических болванок.
- От болванок отрезаются заготовки. Далее заготовке резцом придают нужные точные размеры и обрабатывают фаски.
- Далее на плоскополировальном станке рабочие поверхности заготовок полируют до нужной чистоты.
- Заготовки очищают, кладут в кассеты и перемещают в зону проверки и транспортировки (эта зона имеет класс чистоты 100), где происходит контроль заготовок.

Для нанесения магнитного покрытия заготовки перемещают в зону нанесения магнитных покрытий (расположена внутри зоны проверки, имеет класс 10).
- Там установлена автоматическая гальваническая линия по нанесению многослойных покрытий. Работу выполняют роботы под контролем оператора.

После завершения процесса нанесения магнитных покрытий диски укладывают в кассеты и вновь перемещают в зону проверки.
- По конвейеру кассеты с дисками едут к сертификатору, который представляет собой достаточно большой (самый крупный в цехе) агрегат, который имеет несколько шпинделей и систему автоматической установки дисков из кассет. Также сертификатор имеет головки для записи и чтения установленных на шпиндели дисков. Диски форматируются одним длинным сектором на весь трек. При считывании выявляются дефекты, которые заносятся в базу данных.
- Проверенные блины укладываются в кассеты и отправляются на склад.

### Низкоуровневое форматирование
На заключительном этапе сборки устройства поверхности пластин форматируются — на них формируются дорожки и секторы. Конкретный способ определяется производителем и/или стандартом, но как минимум на каждую дорожку наносится магнитная метка, обозначающая её начало.
Существуют утилиты, способные тестировать физические секторы диска и ограниченно просматривать и править его служебные данные.
Конкретные возможности подобных утилит сильно зависят от модели диска и технических сведений, известных автору программного обеспечения соответствующего семейства моделей.

## Области применения
Некоторые из устройств, в которых применяются жёсткие диски:

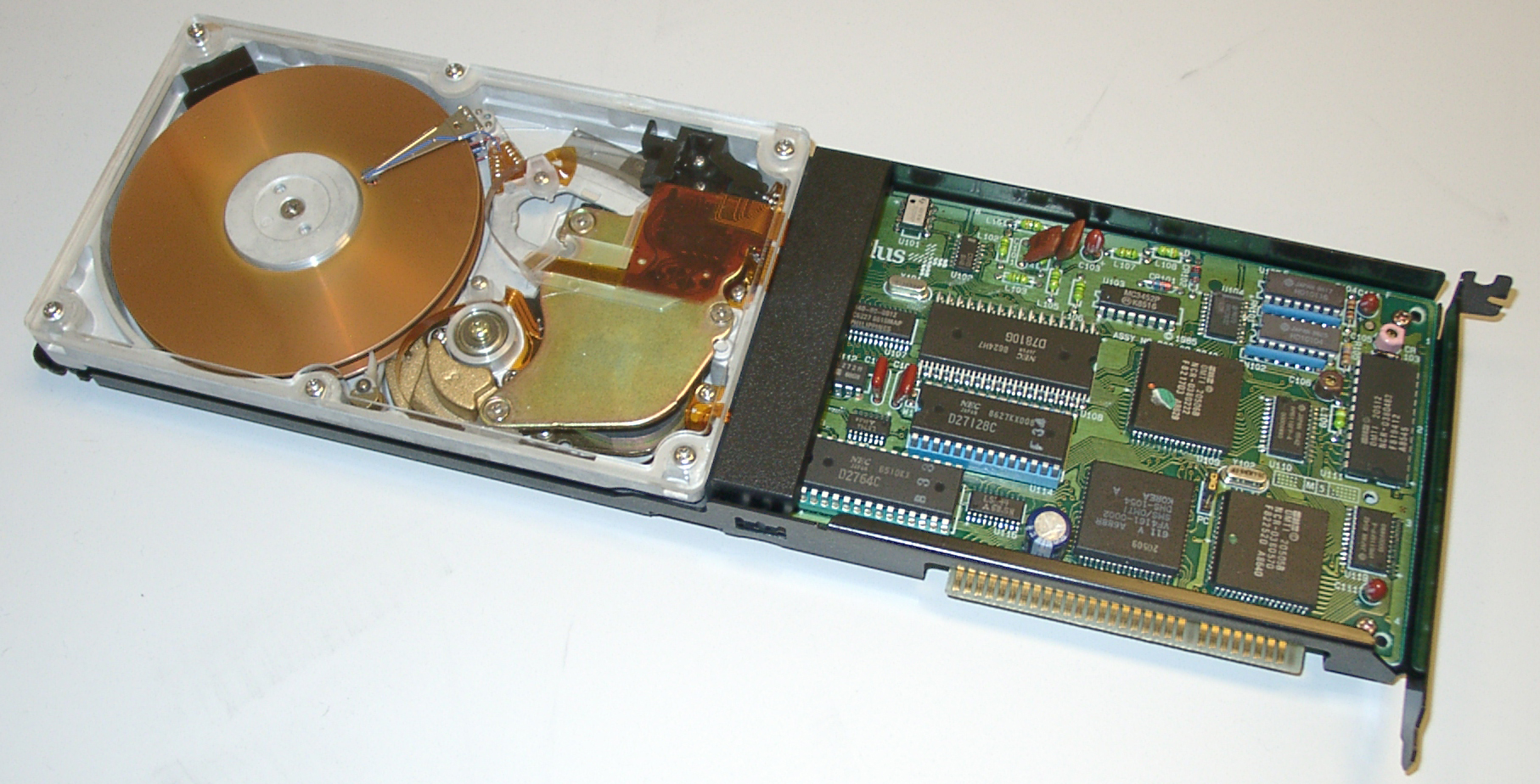
В картах расширения (Hardcard[англ.])
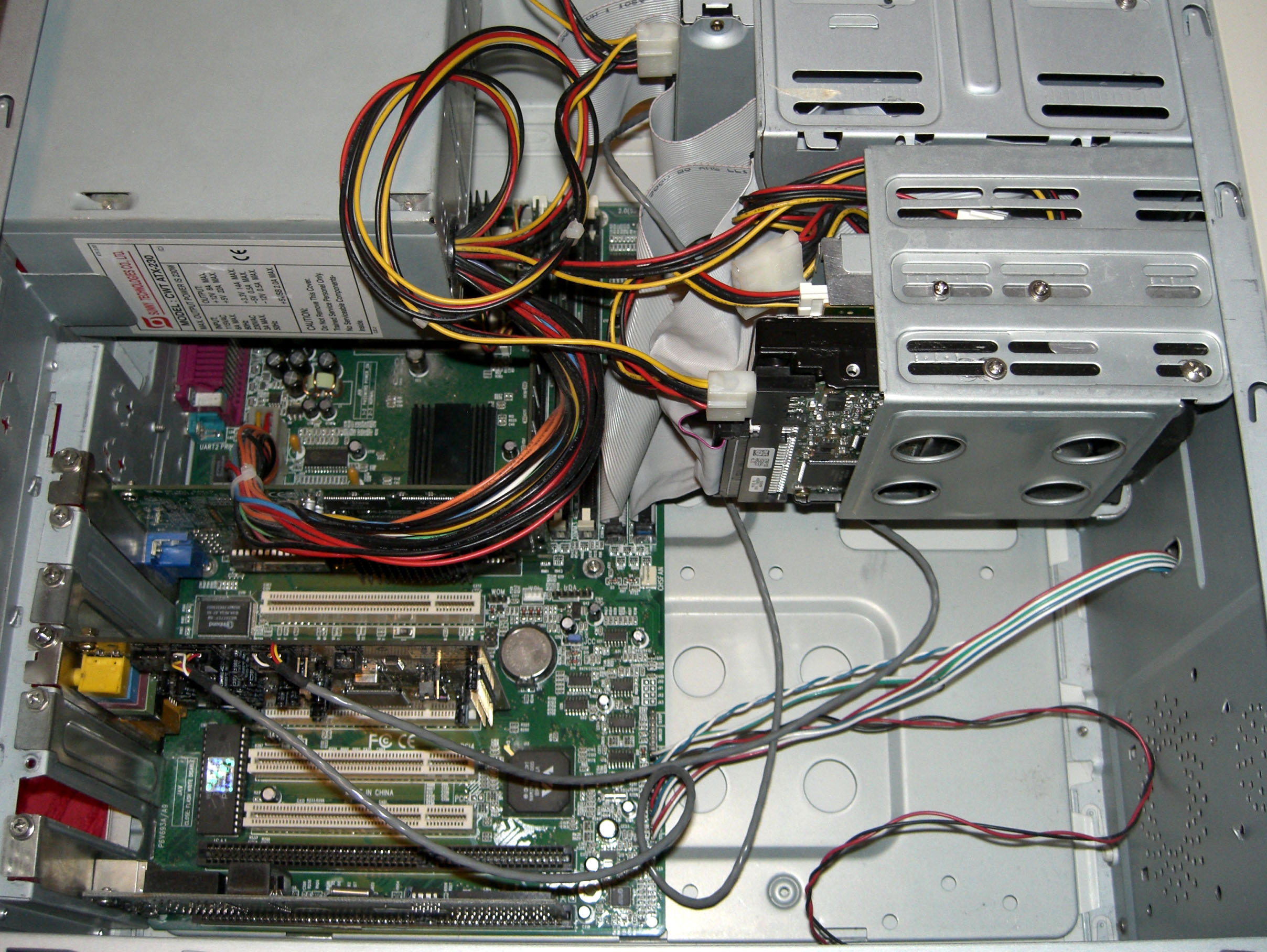
В системных блоках настольных компьютеров
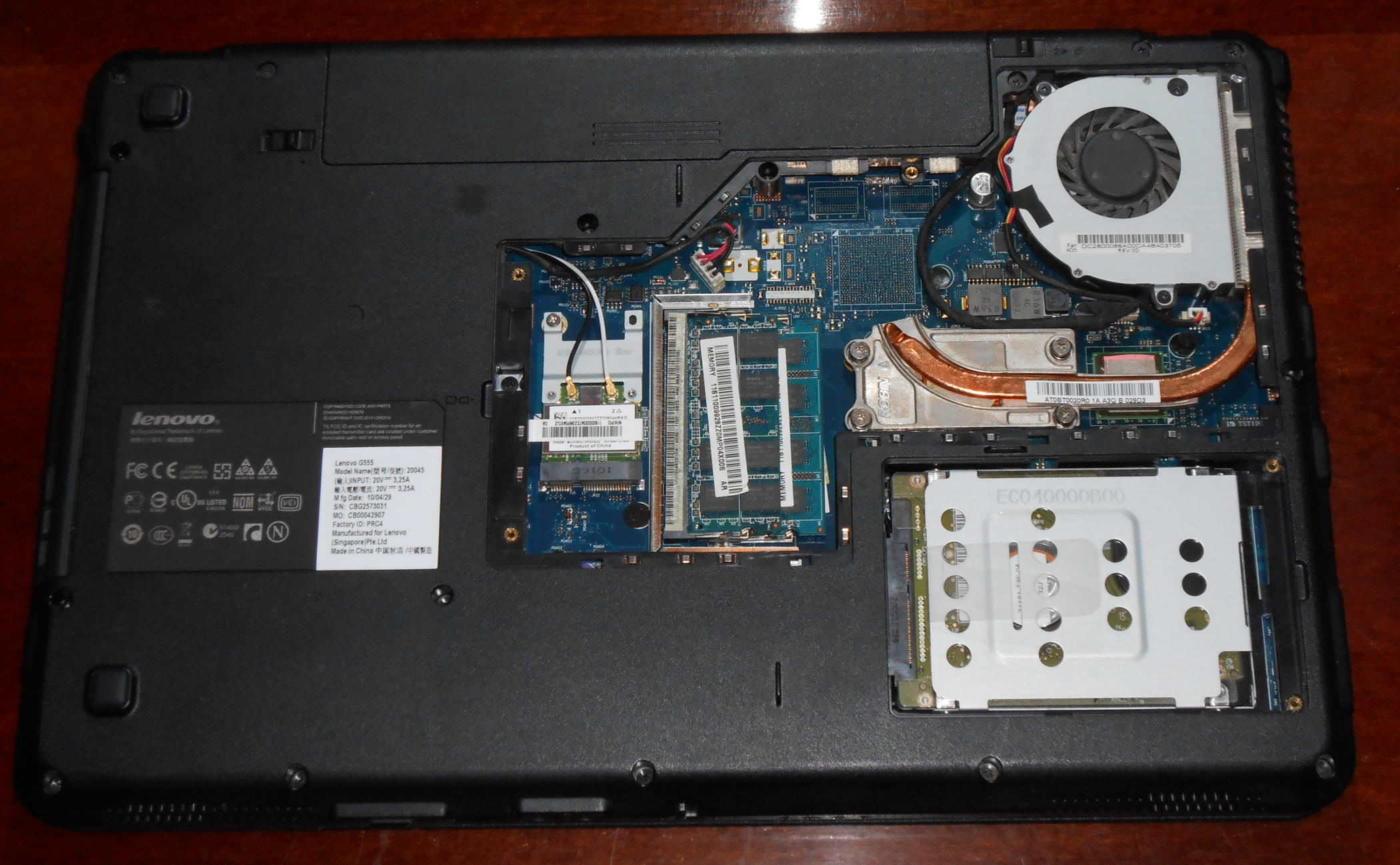
В ноутбуках
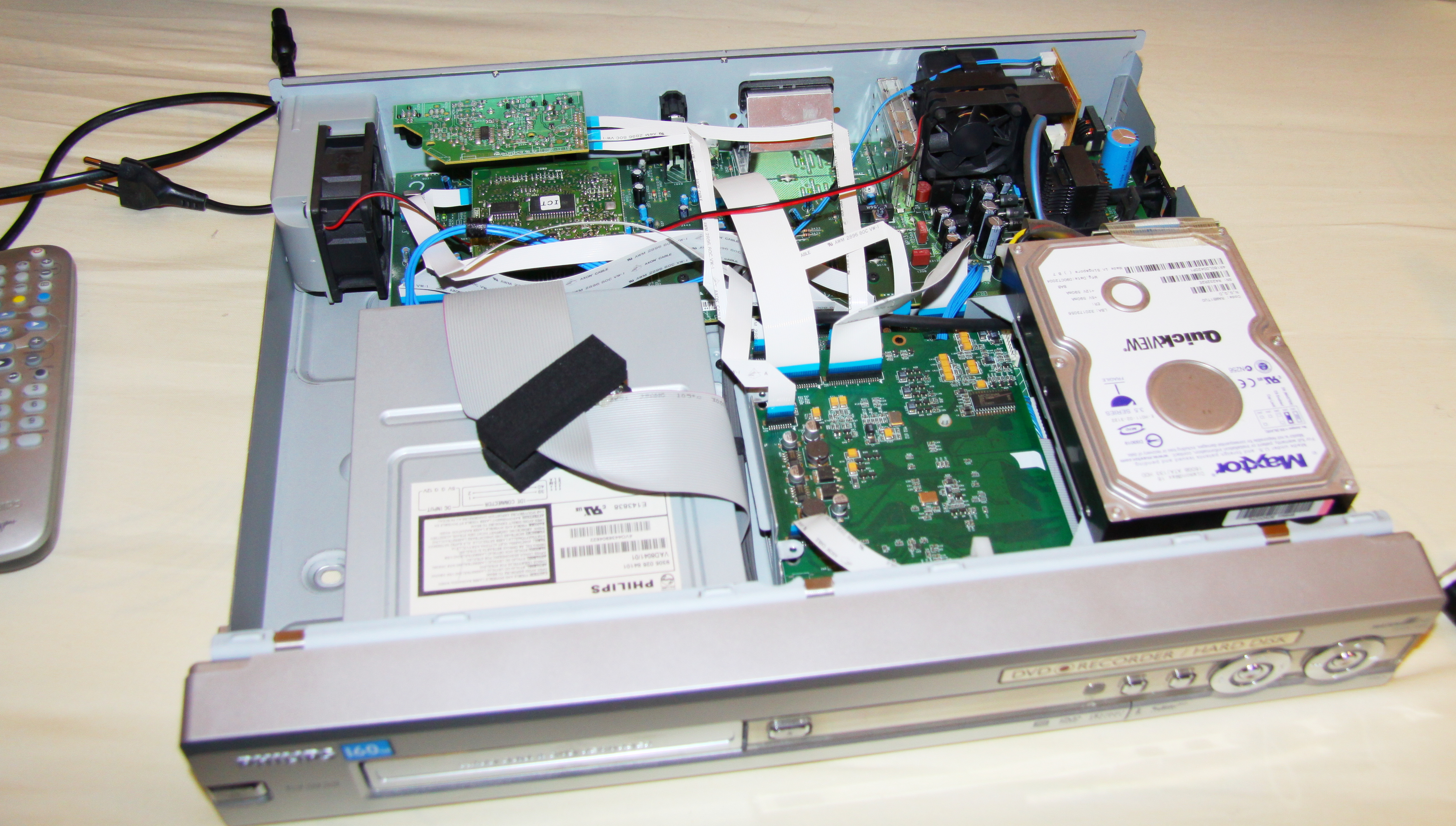
В цифровых видеорекордерах
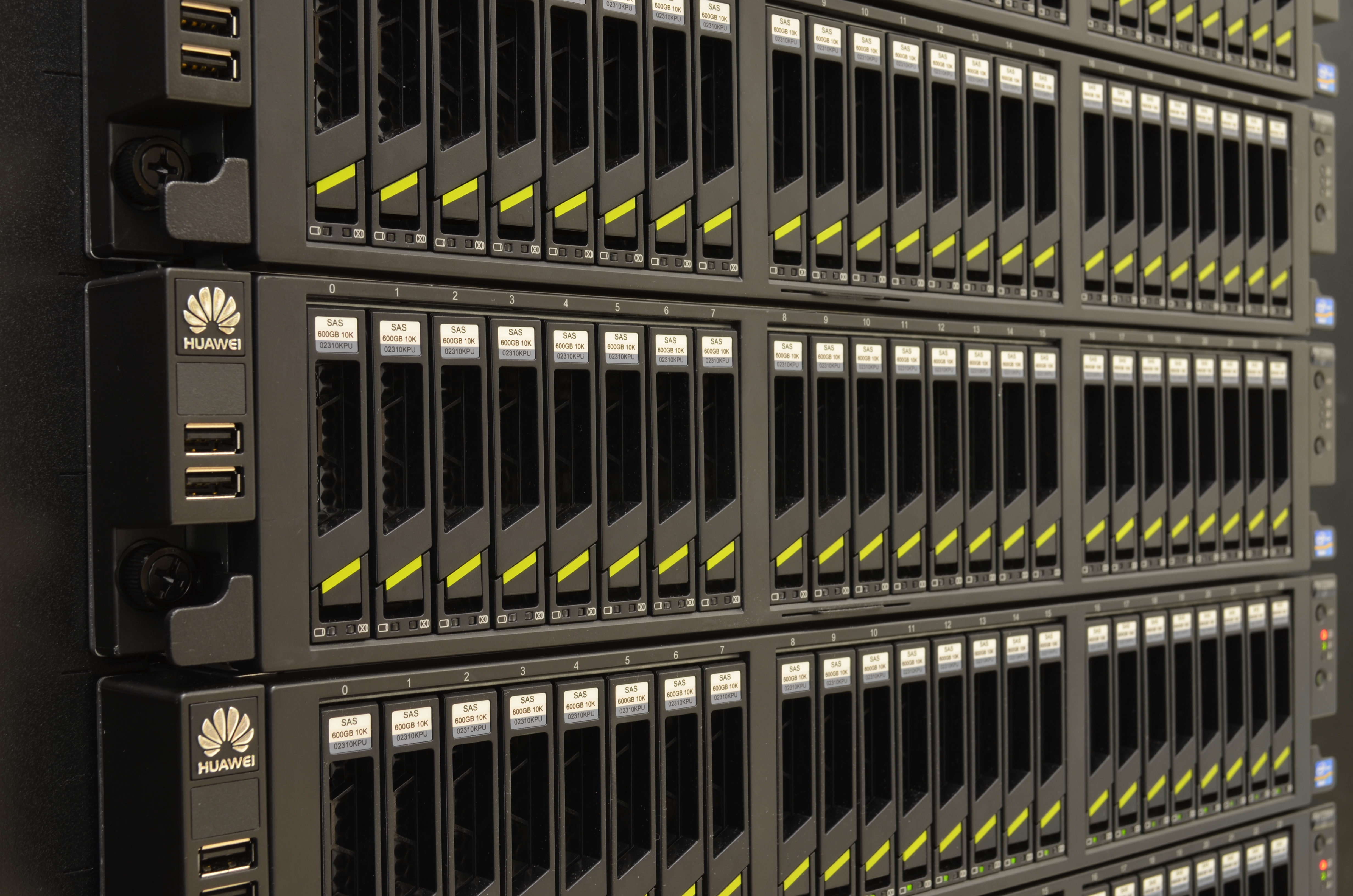
В RAID-массивах
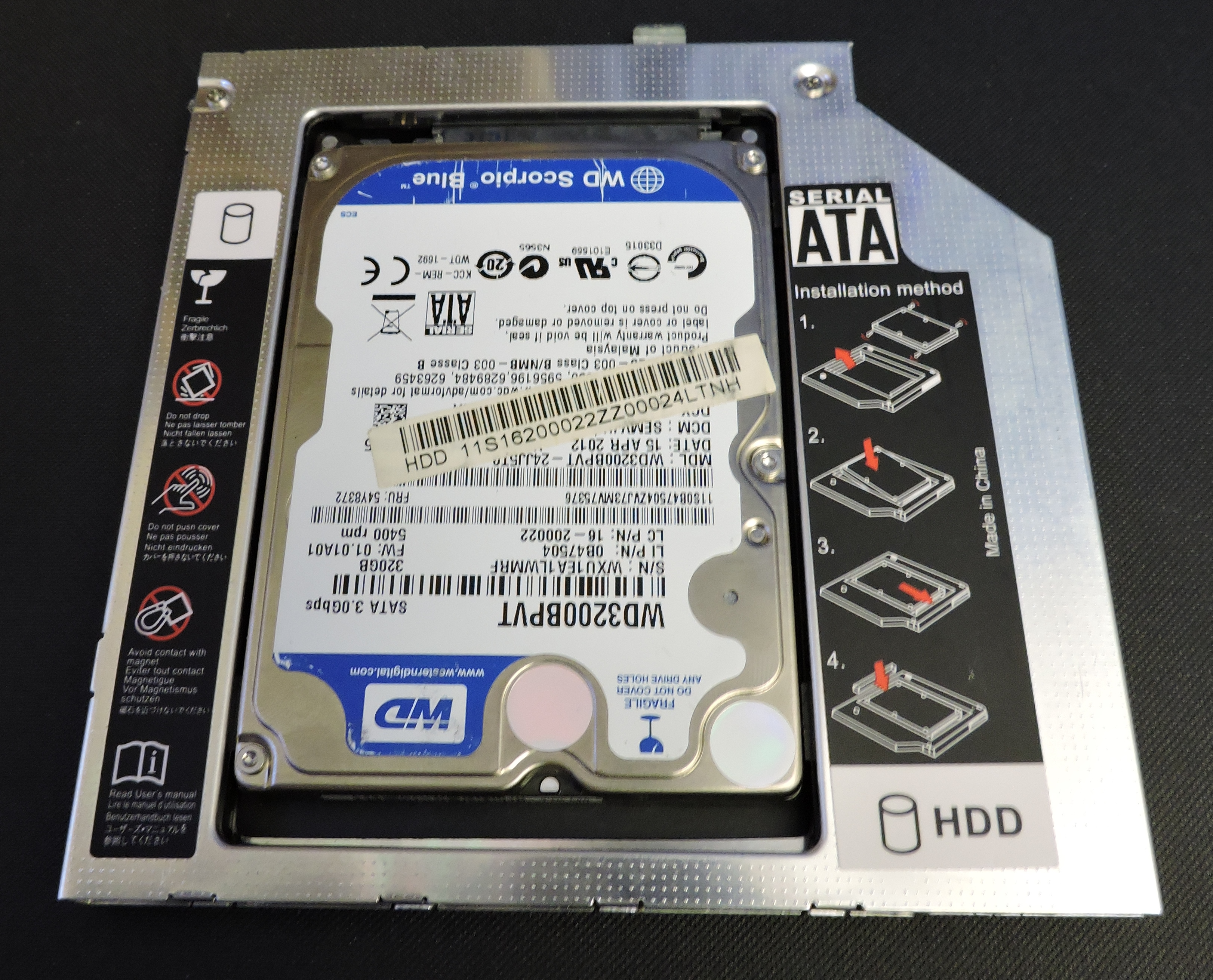
Поскольку в настоящее время DVD-приводы в ноутбуках и моноблоках неактуальны, очень часто туда вставляют дополнительный HDD в специальном адаптере (салазках)
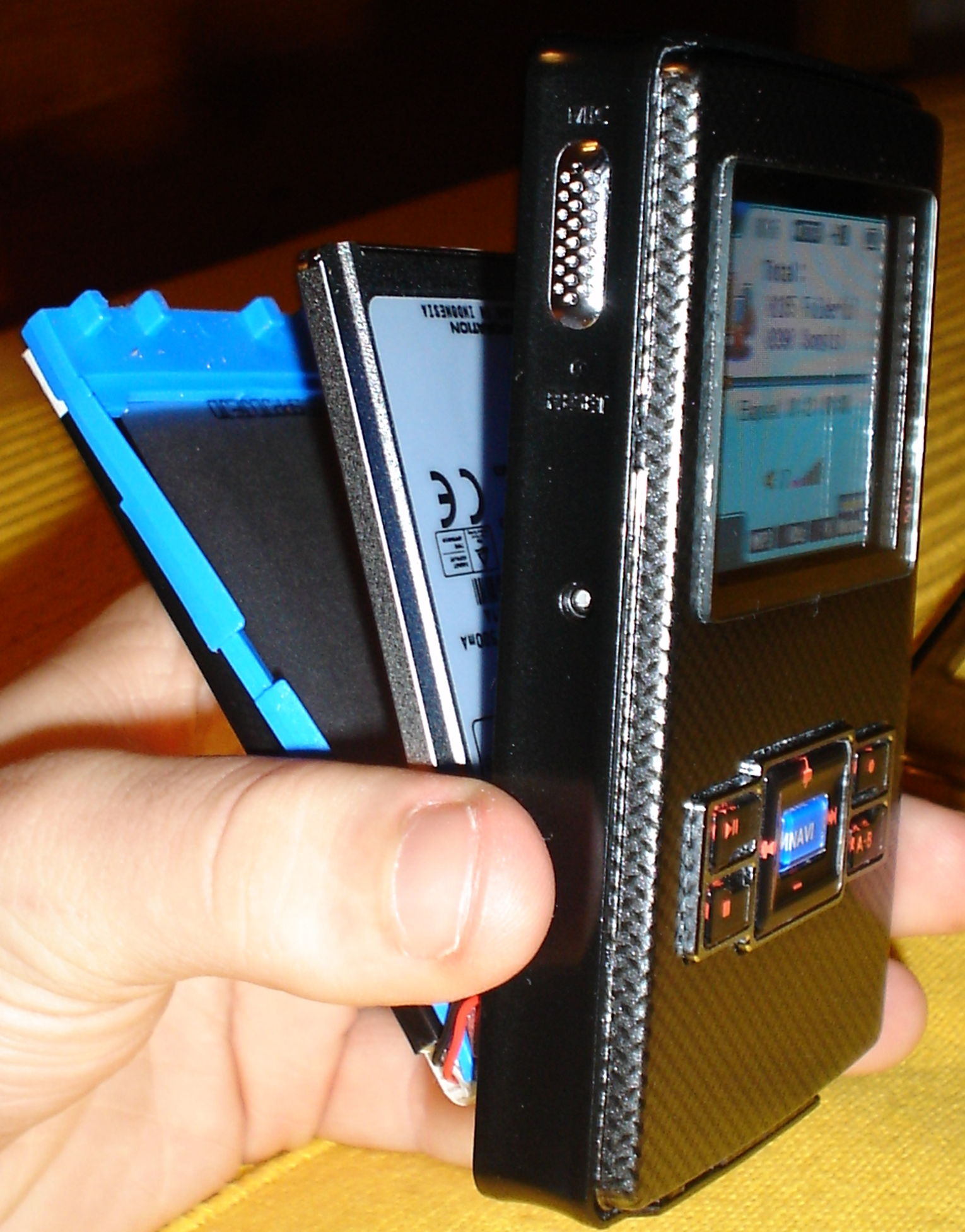
Ранее применялись цифровых портативных мультимедийных проигрывателях, когда цены на флеш-память были слишком высокими

## Рынок
Жёсткие диски оставались популярны в течение первого десятилетия XXI века, поскольку достойной замены им на тот момент не существовало: твердотельные накопители (SSD) тогда только развивались и потому стоили дорого, вмещая при этом совсем небольшие объёмы данных. В начале 2021 года продажи SSD в штучном выражении превышали HDD в соотношении 3:2 (99 млн против 64 млн.), тем не менее, по рынку объёма хранимой памяти, HDD сохраняют лидерство в соотношении 4,5:1 (288,3 ЭБ против 61,5 ЭБ у SSD). В начале 2022-х продолжающийся рост популярности SSD как более надёжных и быстрых накопителей привёл к тому, что поставки жёстких дисков в общемировом объёме рухнули на 15 % (по отношению к 2021 году).

### Производители

Схема консолидации компаний, производивших жёсткие диски

Изначально на рынке было большое разнообразие жёстких дисков, производившихся множеством компаний. В связи с ужесточением конкуренции, бурным ростом ёмкости, требующим современных технологий, и понижением норм прибыли большинство производителей было либо куплено конкурентами, либо перешло на другие виды продукции.
В середине 1990-х годов существовала компания Conner Peripherals, которую впоследствии купила Seagate.
В первой половине 1990-х существовала фирма Micropolis Corporation, производившая очень дорогие SCSI-диски премиум-класса для серверов. Но при выпуске первых в отрасли винчестеров на 7200 об./мин. ею были использованы некачественные подшипники шпинделя, поставлявшиеся фирмой Nidec, и Micropolis понесла фатальные убытки на возвратах, разорилась и была полностью выкуплена компанией Seagate.
Жёсткие диски выпускала и компания NEC.
В 2009 году Fujitsu продолжает выпускать жёсткие диски для ноутбуков и SCSI-диски, но покинула массовый рынок настольных накопителей в 2001 году из-за массово выходившей из строя микросхемы контроллера Cirrus Logic (некачественный флюс приводил к коррозии паек). До этого жёсткие диски Fujitsu считались[кем?] лучшими в секторе настольных компьютеров, имея превосходные характеристики вращающихся поверхностей, практически без переназначенных на заводе секторов. В 2009 году производство жёстких дисков было полностью передано компании Toshiba.
Подразделение IBM, диски которого доселе считались практически эталонными, после роковых неудач, связанных с массовыми отказами дисков для настольных компьютеров в начале 2000-х (окислялись контакты неудачно выполненного разъёма гермоблока), купила фирма Hitachi в 2002 году.
Достаточно яркий след в истории жёстких дисков оставила компания Quantum Quantum Corp., но и она в начале 2000-х потерпела неудачи, даже ещё более трагические, чем IBM и Fujitsu: в жёстких дисках Quantum серии Ĉ выходила из строя микросхема коммутатора головок, расположенная в гермоблоке диска, что приводило к весьма дорогостоящему извлечению данных с вышедшего из строя диска.
Одним из лидеров в производстве дисков являлась компания Maxtor. В 2001 году Maxtor выкупила подразделение жёстких дисков компании Quantum и тоже не избежала проблем с репутацией из-за так называемых «тонких» дисков. В 2006 году Maxtor приобрела компания Seagate.
Весной 2011 года производство Hitachi приобрела компания Western Digital (заводы 3,5-дюймовых дисков были переданы Toshiba в 2012 году); в то же время Samsung продала своё HDD-подразделение компании Seagate.
С 2012 года осталось три производителя HDD — Seagate, Western Digital и Toshiba.
Производители пластин
- Крупнейший в мире независимый производитель алюминиевых пластин для жёстких дисков — японская компания Showa Denko (SDK), основное производство размещено в Малайзии[77].
- Единственная компания, которая производит стеклянные пластины для жёстких дисков — японская компания Hoya Corporation (выручка от производства стеклянных пластин для HDD принесла ей 35 % от совокупного дохода, а остальные 65 % — это доход от продаж контактных линз и очков)[78][79].

### Стоимость
С начала выпуска жёстких дисков в 1956 году их цена снизилась с десятков тысяч долларов до десятков долларов в середине 2010-х годов. Стоимость ёмкости снизилась с 9200 до 0,000035 $ за один мегабайт.
В результате наводнения в Таиланде в 2011 году были затоплены заводы по производству жёстких дисков Western Digital, Seagate Technology, Hitachi и Toshiba. По сообщению IDC, это привело к падению выпуска жёстких дисков на треть. По оценкам Piper Jaffray, в IV квартале 2011 года дефицит жёстких дисков на мировом рынке составит 60—80 млн единиц при объёме спроса в 180 миллионов, по состоянию на 9 ноября 2011 года цены на жёсткие диски уже выросли в пределах от 10 до 60 %.
В 2020 году в связи с пандемией COVID-19 производители жёстких дисков заметно сократили выпуск накопителей, но, по оценкам экспертов, ненадолго.
В мае 2021 года в связи с запуском криптовалюты Chia, основанной на майнинге посредством HDD, произошло кратное подорожание жёстких дисков в России.

### Утилизация
Гигантские корпорации, известные во всем мире, а также госсектор ежегодно уничтожают миллионы жёстких дисков и твердотельных накопителей вместо того, чтобы продать их для повторного использования, поскольку опасаются невозможности безопасного удаления данных.

## Хронология

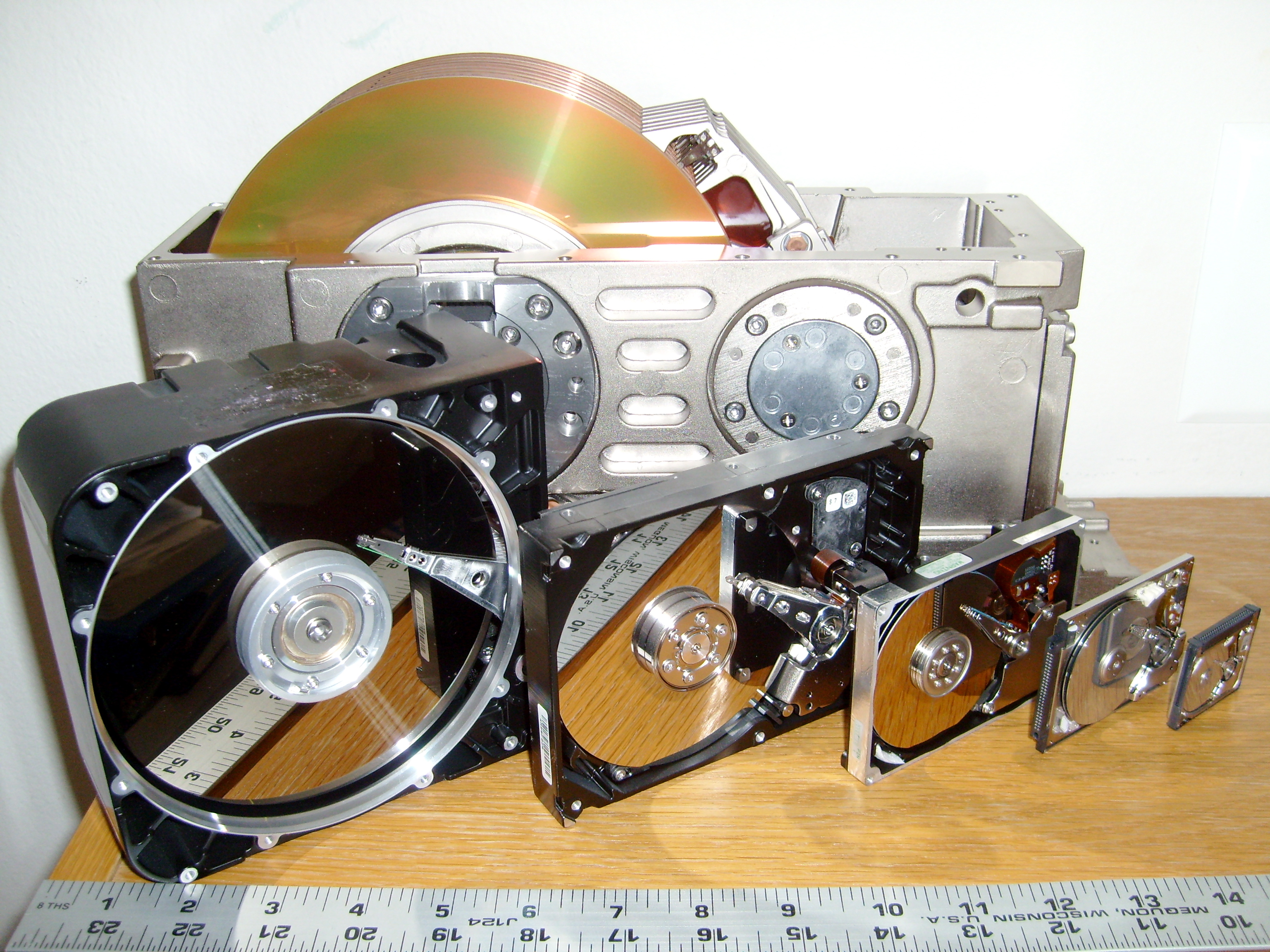
Шесть типоразмеров жёстких дисков. Рядом лежит дюймовая линейка

- 1956 год — первый жёсткий диск IBM 350[англ.] в составе первого серийного компьютера IBM 305 RAMAC[англ.][91]. Накопитель занимал ящик размером с большой холодильник и имел вес 971 кг, а общий объём памяти 50 вращавшихся в нём покрытых чистым железом тонких дисков диаметром 610 мм составлял около 5 млн 6-битных слов (3,5 МБ в пересчёте на 8-битные слова — байты).
- 1961 год — в жёстком диске IBM 1301[англ.] головки чтения/записи впервые были установлены для каждого диска; 28 МБ[92].
- 1973 год — в жёстком диске IBM 3340[англ.], названном Winchester, впервые были применены лёгкие головки чтения/записи, парящие над вращающимся диском под действием аэродинамических сил, что позволило значительно уменьшить воздушный зазор между диском и головкой. Также впервые пластины и головки были упакованы в гермокамеры, что исключило внешние воздействия на механизм; 30 МБ[93].
- 1979 год — в жёстком диске IBM 3370[англ.] впервые магнитные головки были изготовлены по тонкоплёночной технологии, разрабатываемой с конца 1960-х годов. Благодаря этому плотность записи увеличилась до 7,53 Мбит на дюйм. Тонкоплёночные головки чтения/записи производились до 1991 года, после чего их заменили магниторезистивные головки[94].
- 1980 год — первый 5,25-дюймовый Winchester, Shugart ST-506; 5 МБ (промышленные накопители IBM достигали ёмкости в 1 ГБ[94]). Жёсткие диски типоразмера 5,25" производились до 1998 года[47].
- 1981 год — 5,25-дюймовый Shugart ST-412; 10 МБ[94].
- 1983 год — первый 3,5-дюймовый жёсткий диск, выпущенный небольшой шотландской компанией Rodime[англ.]; 10 МБ. Данный форм-фактор был запатентован Rodime как собственное изобретение[47].
- 1985 год — стандарт ESDI, доработанный стандарт ST-412.
- 1986 год — стандарты SCSI, ATA (IDE).
- 1990 год — максимальная ёмкость 320 МБ.
- 1991 год — IBM выпускает первый 2,5-дюймовый жёсткий диск Tamba-1 ёмкостью 63 МБ и весом чуть более 200 грамм[47].
- 1992 год — первый жёсткий диск со скоростью вращения шпинделя 7200 об./мин.; 2,1 ГБ[47].
- 1995 год — максимальная ёмкость 2 ГБ.
- 1996 год — первый жёсткий диск со скоростью вращения шпинделя 10 000 об./мин., Seagate Cheetah[95].
- 1996 год — максимальная ёмкость  Seagate Elite 23 ГБ[96].
- 1998 год — стандарты UDMA/33[англ.] и ATAPI.
- 1999 год — IBM выпускает Microdrive ёмкостью 170 и 340 МБ.
- 2000 год — IBM выпускает Microdrive ёмкостью 500 МБ и 1 ГБ. В этом же году появились первые жёсткие диски со скоростью вращения шпинделя 15 000 оборотов в минуту, выпущенные Seagate и IBM. На этом гонка скоростей вращения прекратилась[97].
- 2001 год — Компанией Maxtor выпущен «DiamondMax D536X» — первый стандартный 3,5-дюймовый жёсткий диск с ёмкостью 100 ГБ[98].
- 2002 год — стандарт ATA/ATAPI-6 и накопители ёмкостью 137 ГБ.
- 2003 год — стандарт SATA.
- 2003 год — Hitachi выпускает Microdrive ёмкостью 2 ГБ.
- 2004 год — Seagate выпускает ST1 — аналог Microdrive ёмкостью 2,5 и 5 ГБ.
- 2005 год — Компанией Hitachi (HGST) выпущен «Hitachi Deskstar 7K500» — первый 3,5-дюймовый стандартный жёсткий диск с ёмкостью 500 ГБ.
- 2005 год — стандарты SATA II (Serial ATA 3G) и SAS (Serial Attached SCSI).
- 2005 год — Seagate выпускает ST1[англ.] — аналог Microdrive ёмкостью 8 ГБ.
- 2006 год — применение перпендикулярного метода записи в коммерческих накопителях.
- 2006 год — появление первых «гибридных» жёстких дисков, содержащих блок флеш-памяти.
- 2006 год — Seagate выпускает ST1 — аналог Microdrive ёмкостью 12 ГБ.
- 2007 год — Hitachi представляет первый коммерческий 3,5-дюймовый накопитель «Hitachi Deskstar 7K1000» ёмкостью 1 ТБ.
- 2009 год — на основе 500-гигабайтных пластин Western Digital, затем Seagate выпустили модели ёмкостью 2 ТБ[99].
- 2009 год — Samsung выпустила первые жёсткие диски с интерфейсом USB 2.0[100].
- 2009 год — Western Digital объявила о создании 2,5-дюймовых HDD объёмом 1 ТБ (плотность записи — 333 ГБ на одной пластине)[101].
- 2009 год — появление стандарта SATA III (SATA 6G).
- 2010 год — Seagate выпускает жёсткий диск объёмом 3 ТБ.
- 2010 год — Samsung выпускает жёсткий диск с пластинами, у которых плотность записи — 667 ГБ на одной пластине[102].
- 2011 год — Western Digital выпустила первый диск на 750-гигабайтных пластинах[103].
- 2011 год — Hitachi и Seagate выпустили диски на 1-терабайтных пластинах[104][105].
- 2011 год — Seagate представила первый в мире 3,5-дюймовый диск объёмом 4 ТБ[106][107].
- 2013 год — Western Digital выпускает диск на 6 ТБ с 7 пластинами вместо 5[108].
- 2014 год — в конце 2014 г. Seagate выпускает первый в мире жёсткий диск емкостью 8 ТБ[109]; 
Western Digital выпускает модель «Ultrastar He10» — первый в мире диск ёмкостью 10 ТБ с гелием вместо воздуха внутри корпуса, он имеет 7 пластин[110].
- 2017 год — Toshiba выпустила диск MG07ACA, ёмкость которого составляет 14 ТБ[111].
- 2018 год — используя технологию HAMR, Seagate выпустила первый в мире жёсткий диск объёмом 16 ТБ[24][112].
- 2020 год — WDC и Seagate выпускают жёсткие диски объёмом 20 Тбайт[10].
- 2022 год — Western Digital выпускают жёсткие диски объёмом 22 Тбайт[113].
- 2023 год — Western Digital представила самый быстрый HDD в мире со скоростью чтения/записи 582 Мбайт/с. Используется два независимых блока головок[114][115].
- 2023 год — Seagate начала поставки жёстких дисков ёмкостью более 30 Тбайт с термомагнитной записью[25][26].
- 2025 год — Seagate начала поставки жёстких дисков ёмкостью более 36 Тбайт с пластинами с плотностью записи 6 ТБ[116].